# JR四国2000系気動車
1. 「らんまん」ラッピング車
2. アンパンマン列車（復刻ブルー）

2000系気動車（2000けいきどうしゃ）は、四国旅客鉄道（JR四国）の特急形気動車。本項では土佐くろしお鉄道に在籍していた同形式についても解説する。

## 概要
四国島内の高速道路網整備に伴い、特に四国山地を縦断し急勾配・急カーブが続く土讃線における特急列車の速度向上を目的としてJR四国と鉄道総合技術研究所（鉄道総研）が共同で開発した日本初となる制御付振り子式車両であり、振り子式気動車としては世界初の導入例となった。
西暦2000年を目前に開発されたことから、『2000系』という、日本国有鉄道（国鉄）式の「キハ」等の文字を使用せず四桁数字だけで表記する私鉄車両のような形式称号が付与され、以後、JR四国の新製車両はすべて四桁数字の形式称号を名乗ることとなった。
試作車両のTSEは1990年（平成2年）鉄道友の会「ローレル賞」を受賞している。

## 車両概説
本形式は製作年度により以下の3種類があるが、TSE＋量産，量産＋Nといったように1両単位で自由に編成を組むことが可能である。本項では共通事項について述べ、制作時期毎の差異については当該項目を参照。
- 試作車両「TSE」
- 量産車
- N2000系

オールステンレス車体を採用し、客用扉はキハ185系に合わせて片側2箇所にプラグドアを採用した。客用扉が開いたまま動き出しても、5 km/hを超えると自動的に閉まるようになっている。
ブレーキシステムは電気指令式空気ブレーキで、制動距離の短縮のために機関ブレーキ、排気ブレーキを併用している。重心を下げるため車輪径を810 mmに小径化し、客用扉部分のステップをなくすとともに、ステンレス製の車体外板に1.2 mm厚の薄いものを使用して車体の軽量化を図っている。連結器は密着連結器が採用された。
TSEと量産車のエンジンはコマツ製の直噴式 SA6D125H形で出力は330 PS、N2000系のエンジンは SA6D125H-1A形 で出力は355PS。新潟コンバータの直結2段式液体変速機 TACN22-1601 との組み合わせで、25パーミル上り勾配での均衡速度は95 km/hを達成している。

### 制御付自然振り子式気動車の実現
気動車における自然振り子式は、エンジンから台車への動力伝達の反作用として生じる車体への回転力によって技術的に困難と考えられていたが、当形式では1両に2基のエンジンを対称に搭載し、エンジンの回転方向を互いに逆向きにし反作用を相殺させることで実現した。
同時に当形式では、遠心力による車体傾斜に先行して油圧装置によって車体傾斜・傾斜復元をさせ、381系で課題であった傾斜タイミングの遅れによる乗り心地の問題の改善を図る「制御付自然振り子方式」が採用された。この方式はあらかじめ走行線区の線形データをコンピュータに記憶させ、これに応じて車体傾斜させるため、線形データが入っていない線区では傾斜制御が使用できない（自然振り子式としては使用可能）。また、当形式では四国島外においては振り子を使用しない。振り子機構はコロ式。振り子作用時の車体最大傾斜角は5°で、曲線半径600 mで本則+30 km/hの120 km/hの運転を可能とした。
詳細は車体傾斜式車両の当該項目を参照のこと。

## 形態別解説

### 試作車両「TSE」

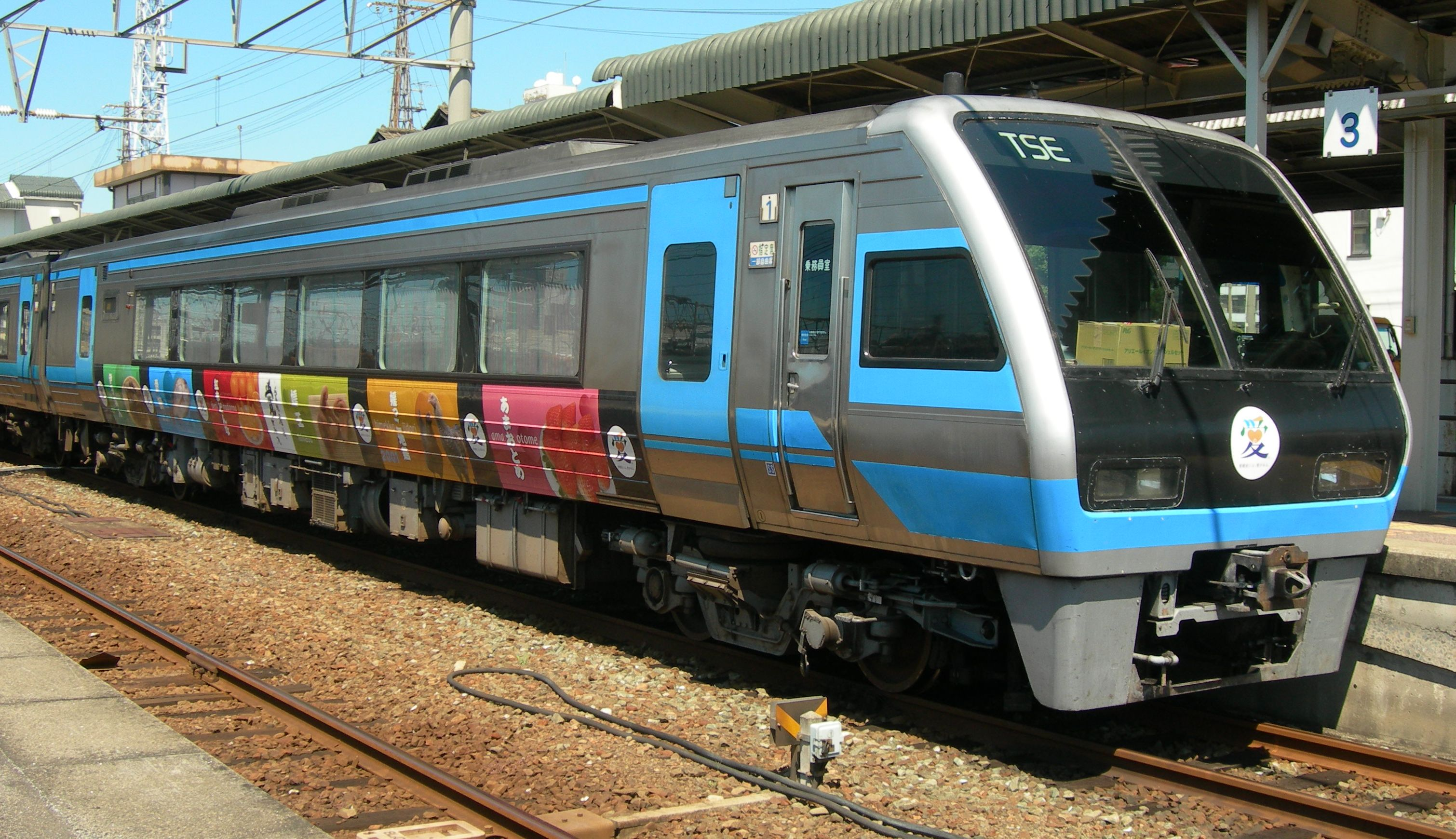
2000形2001 （2011年9月 松山駅）
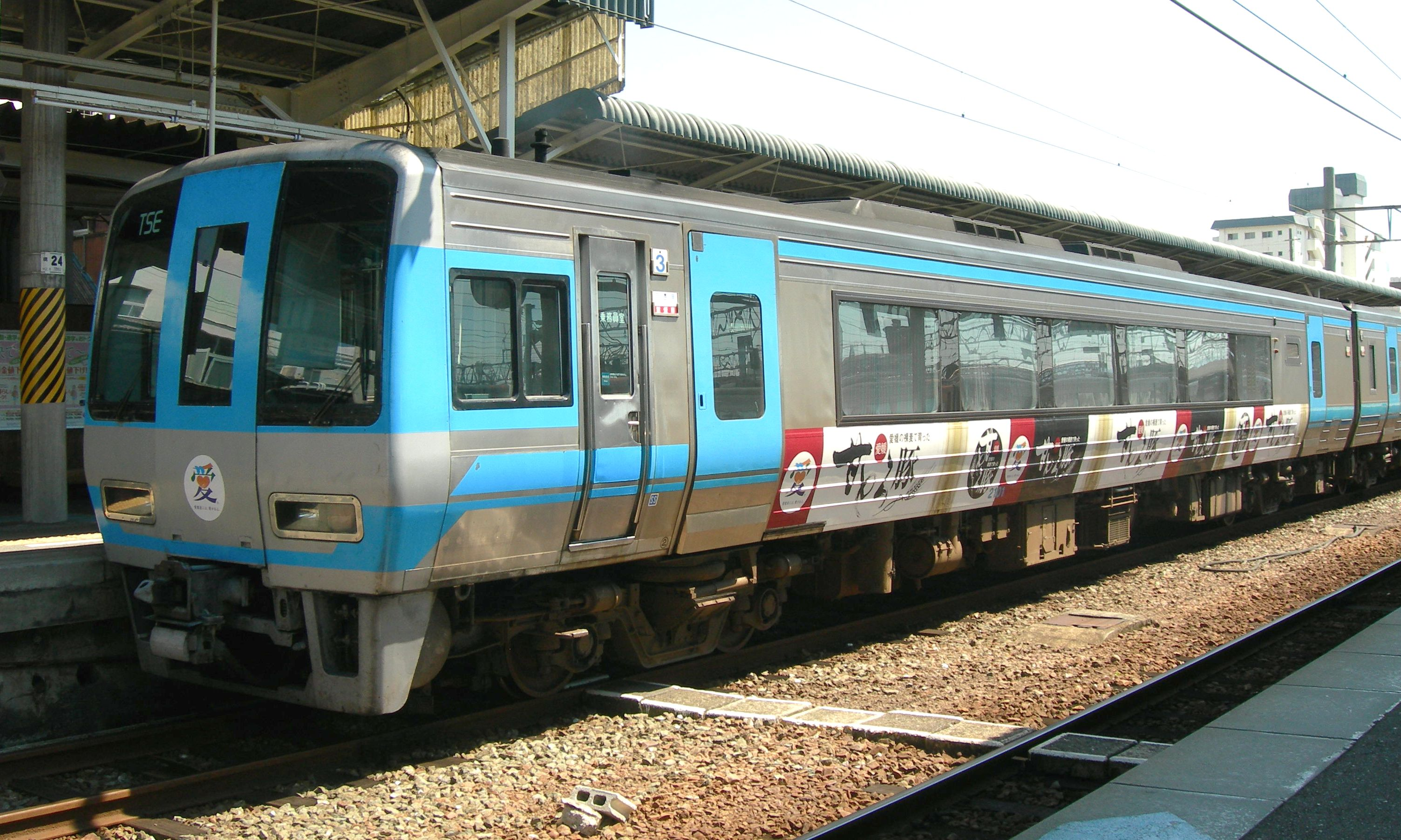
2100形2101 （2011年9月 松山駅）
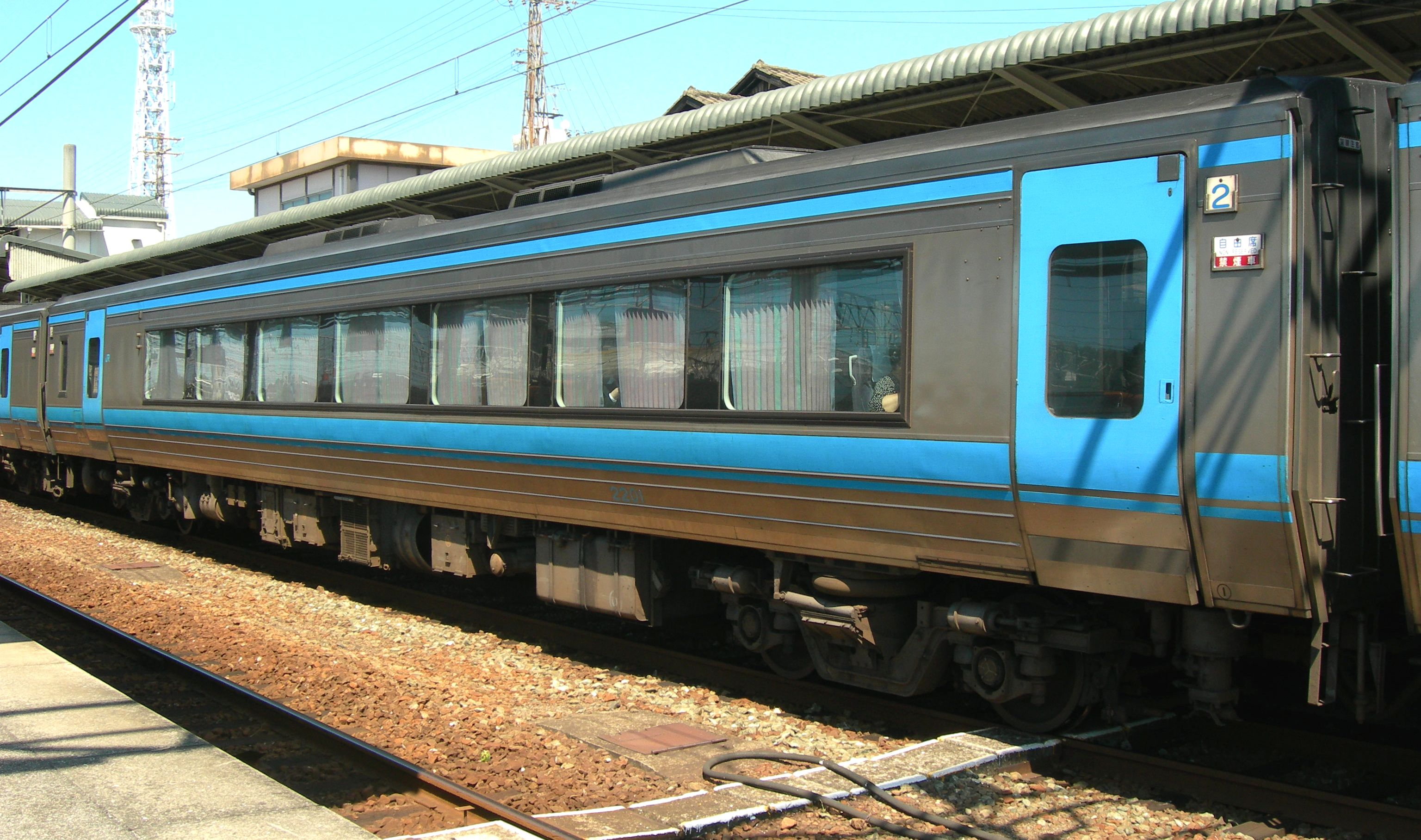
2200形2201 （2011年9月 松山駅）

1989年（平成元年）に富士重工業で製作された試作編成3両で、「TSE」の愛称を持つ。最高運転速度は120 km/h。テープ式（1993年（平成5年）に音声合成式へ交換）の自動放送装置やLED式車内案内表示装置、行先表示器（2201を除く）を備えている。
座席、冷房吹き出し口はキハ185系の流れを汲んでおり、冷風吹き出し口は観光バスのように荷物棚の下に各自で風量・風向の調節が可能なタイプが設けられている。
登場当初は、万が一量産化に失敗した時に備え、AV装置を搭載して前面展望の映像を流したりしたほか、連結面の幌内側に化粧板パネルを設置したり、座席は少し窓側を向くように固定できるようにしたなど、団体専用列車としても使用可能であった。その後、量産化改造時に座席を窓側へ固定出来ないようにしたほか、AV装置は撤去し、2001・2201ではAV装置前に二人用座席を1つ増設、2101ではソファーを撤去し二人用座席を8つ取り付けた。
座席の前後間隔はキハ185系より40 mm拡大した980 mmとしている。2001・2201の座席は増設部も含めて全面モケット張りの同じ座席だが、2101の座席は元ソファースペースを含む4列が量産車と同じバックシェルタイプ（後述）の座席とされた。
前述の通り「ローレル賞」を受賞。これを受けて一時期、2001の前面中央部に大型の、2101運転席上部に小型横長の「'90 LAUREL PRIZE」と表記されたステッカーが貼付されていた。また、1990年（平成2年）4月には「日本機械学会賞」を受賞している。
2018年（平成30年）3月17日の「宇和海」2号の運行をもって定期運行を終了し、同年7月3日に廃車を前提とした多度津工場への運転で客扱いを終了、3両とも2019年（平成31年）3月31日付で廃車された。中間の2201は解体され、2001・2101の2両が多度津工場にて保存されている。

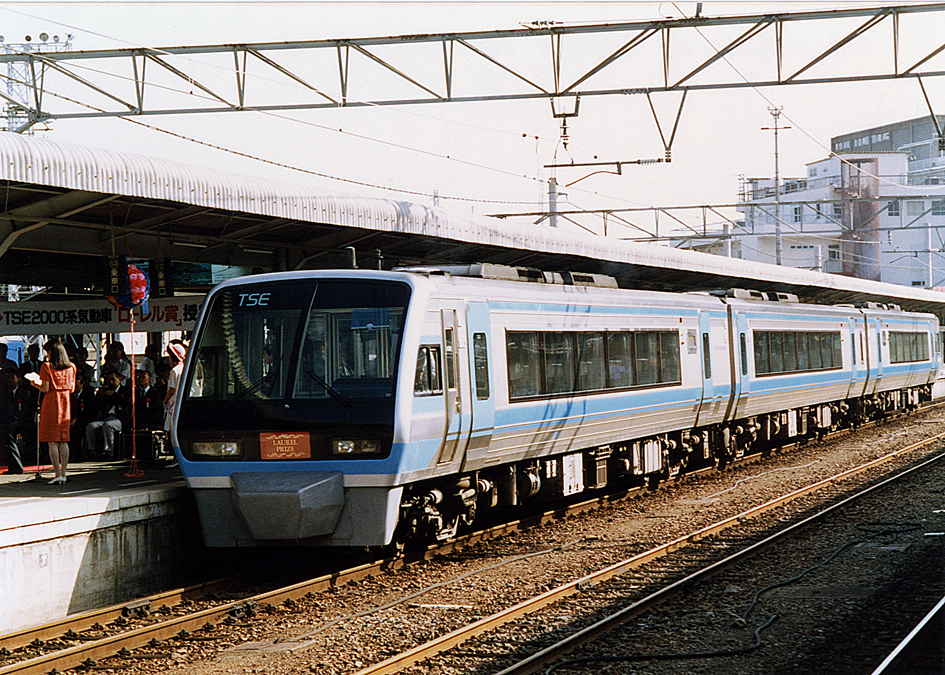
ローレル賞ステッカー付きの2001 （1990年 高松駅）
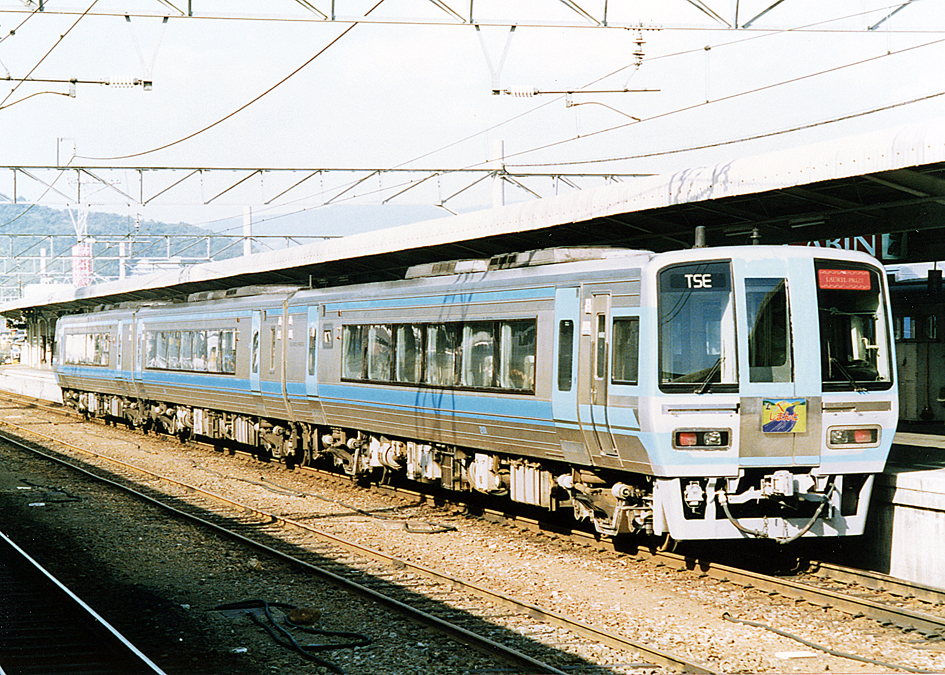
ヘッドマークとローレル賞ステッカー付きの2101 （1990年 高松駅）

2000形（2001）
編成の下り方先頭に組成される、運転台付きの普通車。定員48名（登場時は46名）。振子制御装置を搭載し、行先表示器とトイレ・洗面所が設置されている。登場時は密着自動連結器で、運転台がある側に大きなカバーを備えていたが、後にカバーを撤去したうえで密着連結器+電気連結器に変更された。後に運転台がない側も密着連結器+電気連結器に変更された。
2100形（2101）
編成の上り方先頭に組成される、運転台付きの普通車。定員48名。2001とは異なり平面的な前面である。行先表示器とトイレ・洗面所が設置されている。
登場時は2分割式プラグドアの外側貫通扉が設置されていた。後に板式のヘッドマークが取り付けられた時期もあったが、量産化改造の際にプラグドアレールを外して外側貫通扉を撤去し、幌が取り付けられた。高松運転所に転属した際に幌は撤去されて外側貫通扉の代替となる板が付いた。この板にはヘッドマーク掛けがないため、ヘッドマークが掲出されていない。
かつては運転台がない車端寄りに、線路方向に座席を配したソファースペースが設けられていた（この当時の定員は座席36名、ソファー7名）。登場時は密着自動連結器で、キハ185系と併結できるような仕様になっていたが、実際に連結されて営業運転されたことはなかった。後に量産化改造で運転台がある側が密着連結器+電気連結器に変更された。後に運転台がない側も密着連結器+電気連結器に変更された。
2200形（2201）
編成の中間に組成される、運転台なしの普通車。定員56名（登場時は54名）。業務用室、車販準備室、車掌室、テレホンカード式公衆電話を備えた電話室を設置（公衆電話は2000年に撤去）。登場時は密着自動連結器だったが、後に密着連結器+電気連結器に変更された。
- 2000形2001
（2011年9月 松山駅）
- 2100形2101
（2011年9月 松山駅）
- 2200形2201
（2011年9月 松山駅）

### 量産車
試作車両「TSE」での性能試験を経て1990年（平成2年）から富士重工業で量産された車両である。このグループには、JR四国の所有車と土佐くろしお鉄道の所有車がある。最高運転速度は「TSE」と同じ120 km/h。
TSEからの変更点として、先頭車には幕式の列車愛称表示器が設けられたほか、前照灯を2灯式から4灯式に変更、前面ブラックフェイス化による昼間時の遠方視認性低下を考慮して、前照灯・尾灯ユニット付近に警戒色として黄橙色の帯が入れられた。座席の背面をFRP製化粧板で覆ったバックシェルタイプに変更。座席の前後間隔は新設のグリーン席がキハ185系より10 mm拡大した1,170 mm、普通車はTSEと同じ980 mm。各席の荷物棚下の冷風吹き出し口を廃止し、車体側面の乗降ドア脇にはLED式の号車番号表示器が設置され、車内の仕切扉の機構は空気式から電気式に、連結器は密着自動連結器から密着連結器+電気連結器に変更されている。なお、自動放送装置は音声合成型のテープ音源が導入されていたが、2004年（平成16年）にTSEを含む全車両がICメモリ音源に変更された。
土佐くろしお鉄道所有の4両（2030・2130・2230・2231）は車体中央に土佐くろしお鉄道のロゴマーク（TKT）が、2030・2130は車端に国民休暇県高知のマークがそれぞれあること以外は同一仕様で製造され、高知運転所に配置された。車両番号は十位を3として区別している。1990年（平成2年）11月の運用開始時は4両が同じ運用に入っており、後に1両単位で運用されるようになったが、「アンパンマン列車」化以降は4両固定編成で運用されていた。
1991年（平成3年）には西日本旅客鉄道広島支社に貸し出され、11月10日 - 12日ごろにかけて芸備線で試験走行を行った。
当初は瀬戸大橋上での騒音対策のため、キハ181系・キハ185系と同様に神道山トンネル - 北備讃瀬戸大橋中央付近で65 km/h運転を行う措置が取られていたが、曲線通過速度や最高運転速度の引き上げにより、所要時間が最大で約40分短縮された。なお、1993年（平成5年）（「うずしお」のみ1998年（平成10年））からは8000系電車と同じ95 km/hで減速区間を通過している。
また、一部列車が児島駅を通過していた時期のJR西日本とJR四国の乗務員交代は多度津駅で行うか、乗務員交代を行わずにJR四国の乗務員が岡山駅まで乗務していた。2020年（令和2年）現在は全ての特急列車が児島駅に停車し、JR西日本とJR四国の乗務員交代を行っている。
2007年（平成19年）頃には、大半の車両の客用扉が窓ガラス面積の小さいものに交換され、2008年（平成20年）からは同年3月15日の完全禁煙化に先行し、喫煙車として運用されない車両は肘掛けの灰皿の撤去も行われた。
2000形（2002 - 2011・2030）
編成の下り方に組成される、運転台付きの非貫通型先頭車。「TSE」の全席普通車からグリーン・普通合造車に変更されている。定員はグリーン席18名（3列×6）・普通席16名（4列×4）。振子制御装置を搭載しており、行先表示器とトイレ・洗面所が設置されている。グリーン室の荷物棚には当初蓋が設置されたが、蓋の落下事故を受けて通常の荷物棚に改修された。車販準備室とカード式公衆電話が普通席寄りデッキに設置されていたが、後に撤去され車販準備室跡には清涼飲料水の自動販売機が設置された。
2100形（2102 - 2123・2130）
編成の上り方に組成される、運転台付きの貫通型先頭車。全席普通車で、定員52名。行先表示器とトイレ・洗面所が設置されている。2101から前面デザインが変更され、貫通扉も一般的な片開き式になった。機器配置の見直しで、2101より定員が増えた。一部の車両では洗面所を撤去して喫煙ルームを設置する改造がされている。
2150形（2151 - 2157）
編成の下り方に組成される、運転台付きの貫通型先頭車。全席普通車で、定員52名。内装・外装ともに2100形とほぼ同一だが、グリーン車非連結の運用に対応するため、振子制御装置を搭載している。行先表示器とトイレ・洗面所を設置。
2200形（2202 - 2219・2230・2231）
編成の中間に組成される、運転台なしの普通車。定員68名。2201にあった業務用室、車販準備室、車掌室、電話室が廃止され、定員が増えた。

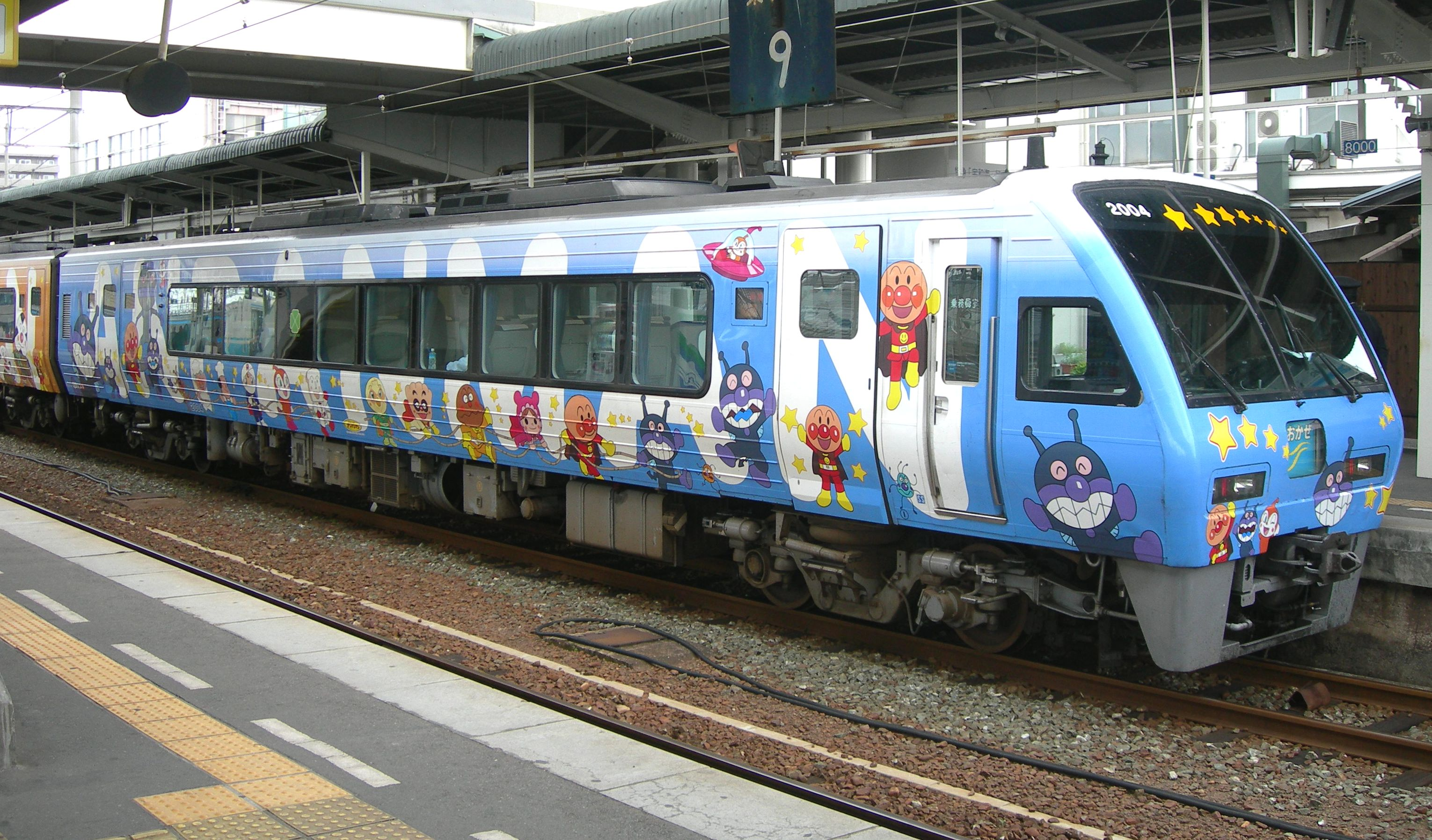
2000形2004 グリーン・普通合造車
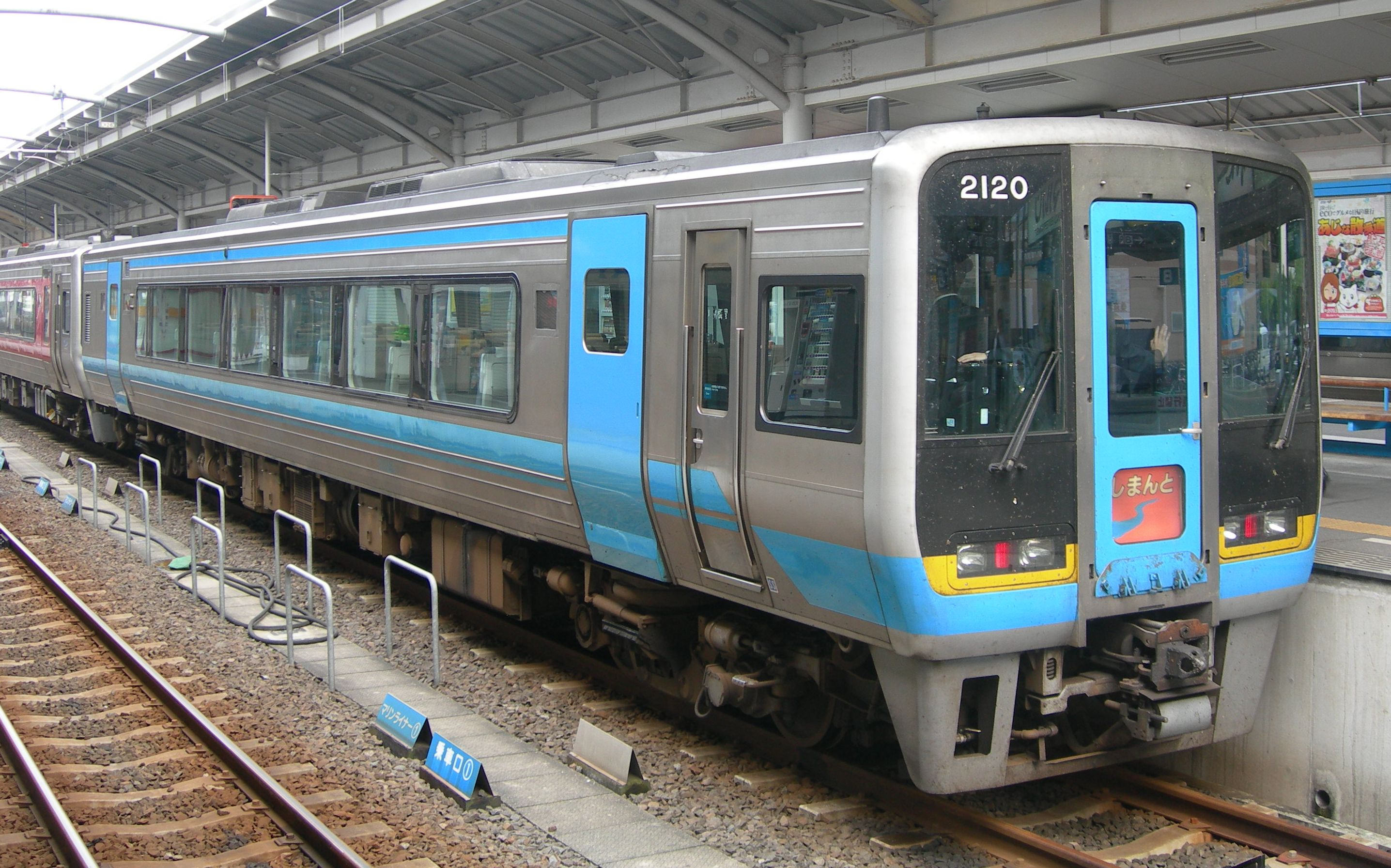
2100形2120
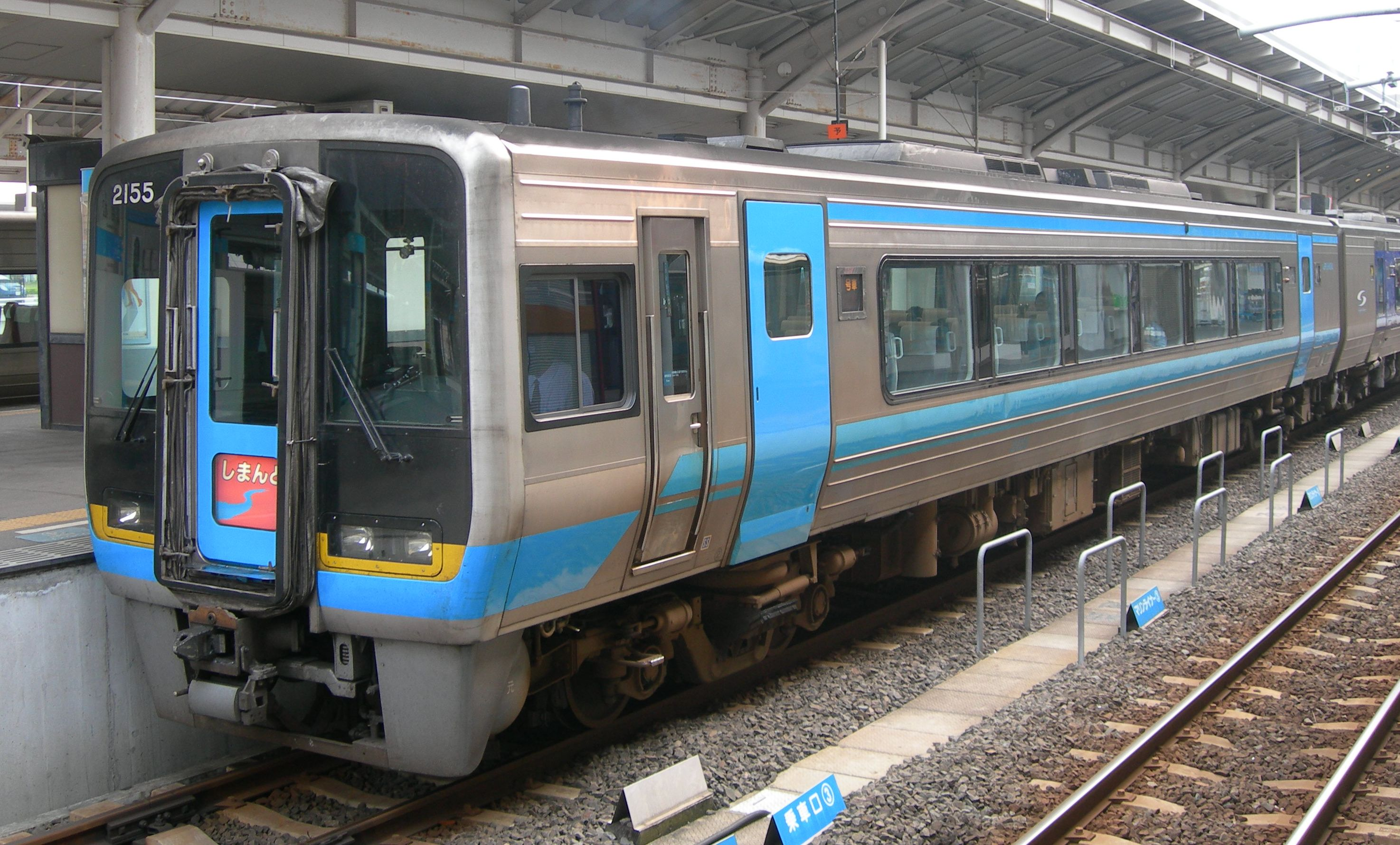
2150形2155
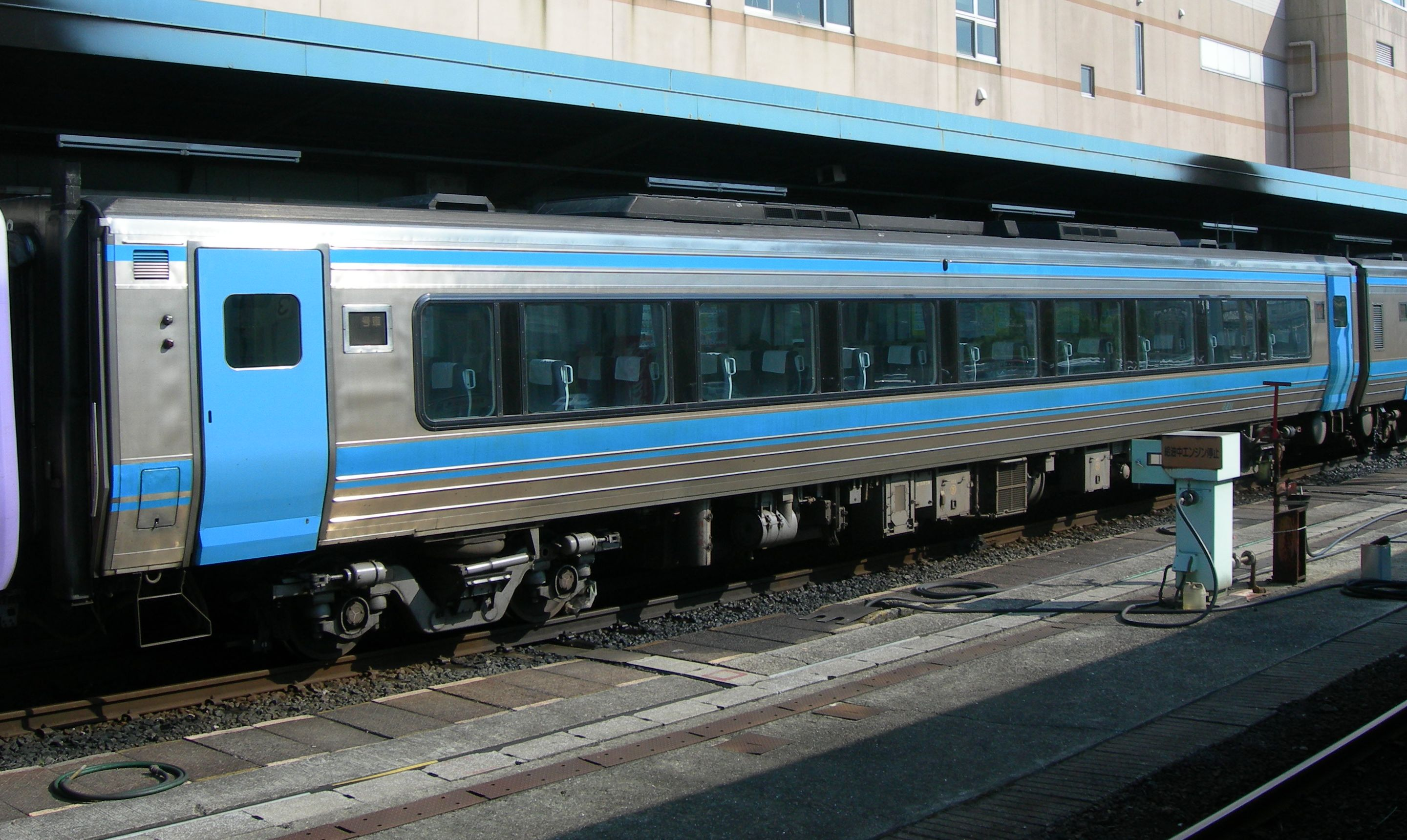
2200形2211
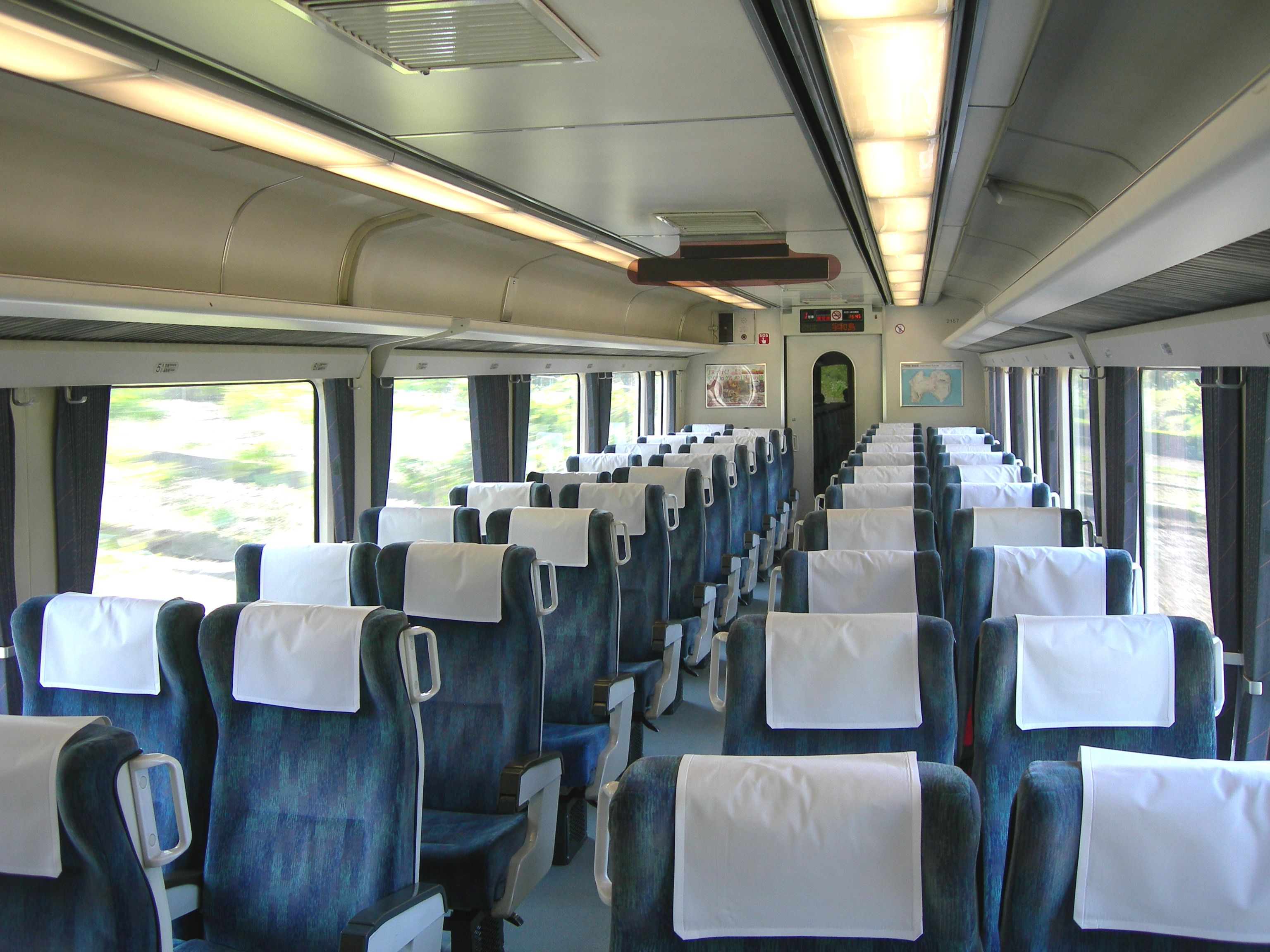
普通車車内
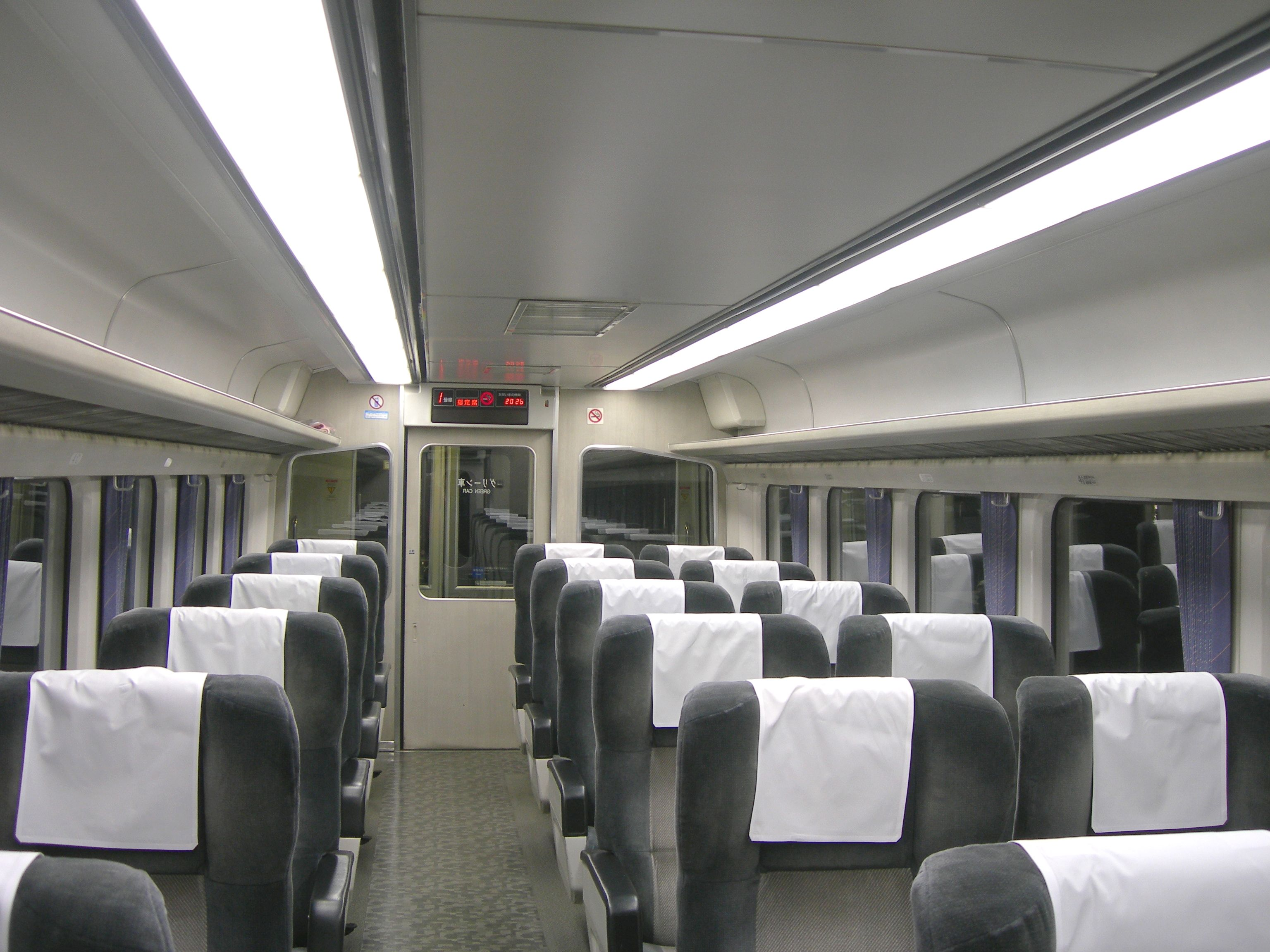
グリーン車車内
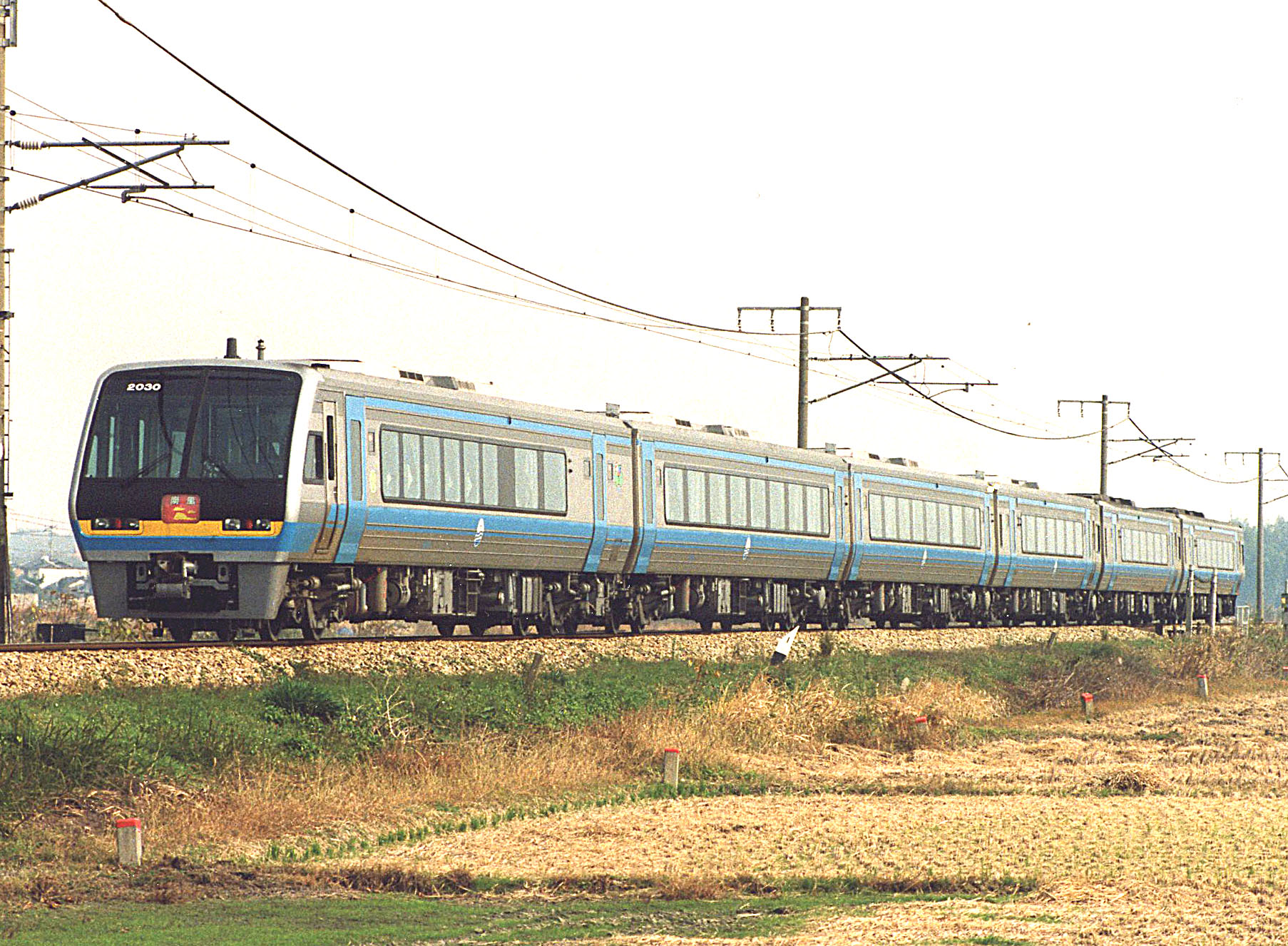
土佐くろしお鉄道所属車 （前4両）
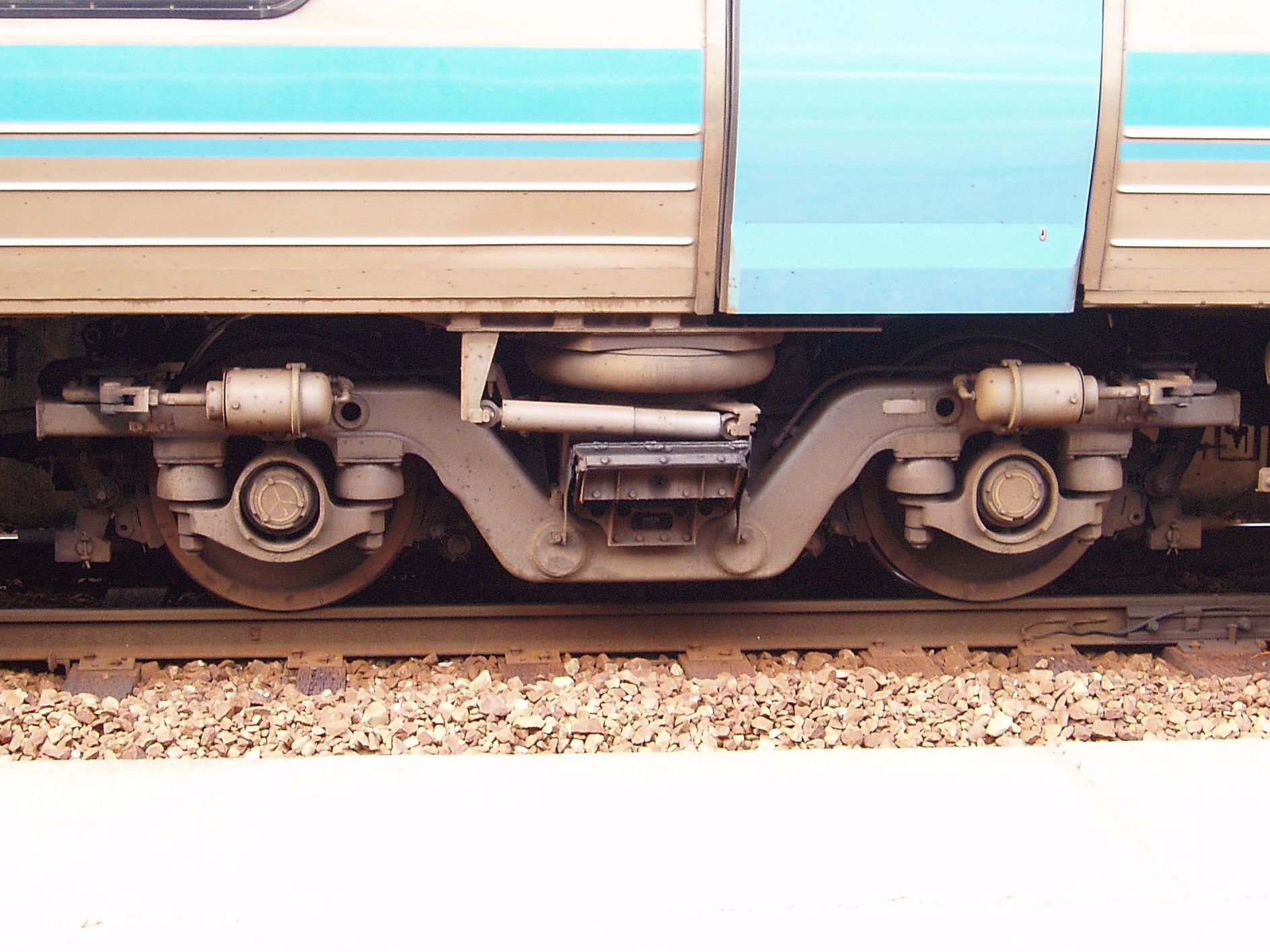
台車 S-DT56

### N2000系
N2000系の通称を持つこのグループは、最高速度130 km/h運転を目的として高徳線向けに製造された改良型で、16両全車が富士重工業で製造された。
改良には智頭急行HOT7000系気動車の技術がフィードバックされており、搭載エンジンの出力は330 PSから355 PS（コマツ製 SA6D125H-1A）に増強された。基礎ブレーキ装置も量産車の踏面ブレーキからディスクブレーキに改められ、滑走防止装置が搭載された。また、環境問題を考慮して、冷房装置の冷媒には代替フロンが使用されている。
1995年（平成7年）に先行車2両（2424・2458）が、1997年（平成9年）に中間車2500形が量産車として落成し、同年の年末年始繁忙期輸送で営業運転を開始した。1998年から量産車の先頭車2400・2450形が登場し、最終的に量産車は3形式合わせ14両が製造された。なお、本形式の増備を最後に、JR四国では2003年（平成15年）に快速「マリンライナー」向け5000系が登場するまでの約5年間、車両の新製投入がなかった（その間、2000年（平成12年）にJR東日本から113系12両を購入）。
先行車は当初、従来の2100形と外観や座席がほぼ同じだが、貫通扉、客用扉の色が赤色とされ、黄色の前面警戒色の帯が太いことで区別されていた（2424には車椅子対応の座席及び2000系で初の洋式トイレを設置）。その後の量産車2400・2450形では従来車よりも運転台を高くした構造のスタイリッシュな前頭部、車体側面の窓周りの帯を紺色とローズピンクのツートンカラーとし、先行車2両のカラーリングも量産車に準じたものに変更された。
量産車の座席は8000系電車と同様全面モケット張りになっている。客用扉のロック方式が2000系量産車、N2000系先行車と異なり、5 km/hを超えるとロックされる。座席の前後間隔はTSE、量産車、N2000先行車と同じ980 mmとしている。グリーン・普通合造車はなく、2400形・2450形・2500形の各形式があり、車両番号は従来車の続番+300とされた。2425 - 2429では小便所も設置されている。
また、トイレにはそれまで地域性を理由に採用が見送られていた洋式便所がJR四国では初めて設置された。
2400形（2424・2425 - 2429）
上り方先頭車で、全席普通車。定員47名。行先表示器を装備し、洋式トイレ、小便所（2424は設置なし）、洗面所、車椅子対応座席が設置されている。前面助士席寄り窓下には「SHIKOKU」の文字が、乗務員室下側面に「N2000」の文字が表記されている。洗面所を撤去して喫煙ルームを設置する改造がされている。
2450形（2458・2459 - 2463）
下り方先頭車で、全席普通車。定員52名。行先表示器と振子制御装置を搭載し、トイレと洗面所を設置。量産車はトイレ寄りデッキにカード式公衆電話が設置されていたが、後に撤去された。
2500形（2520 - 2523）
編成の中間に組成される、運転台なしの普通車。定員68名。

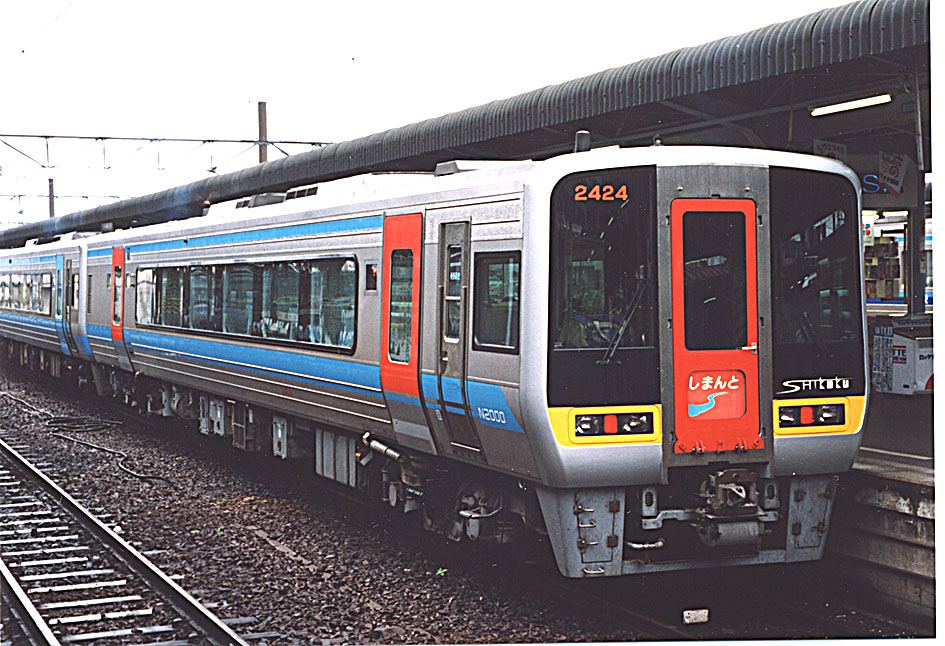
先行車2424 （登場時の配色）
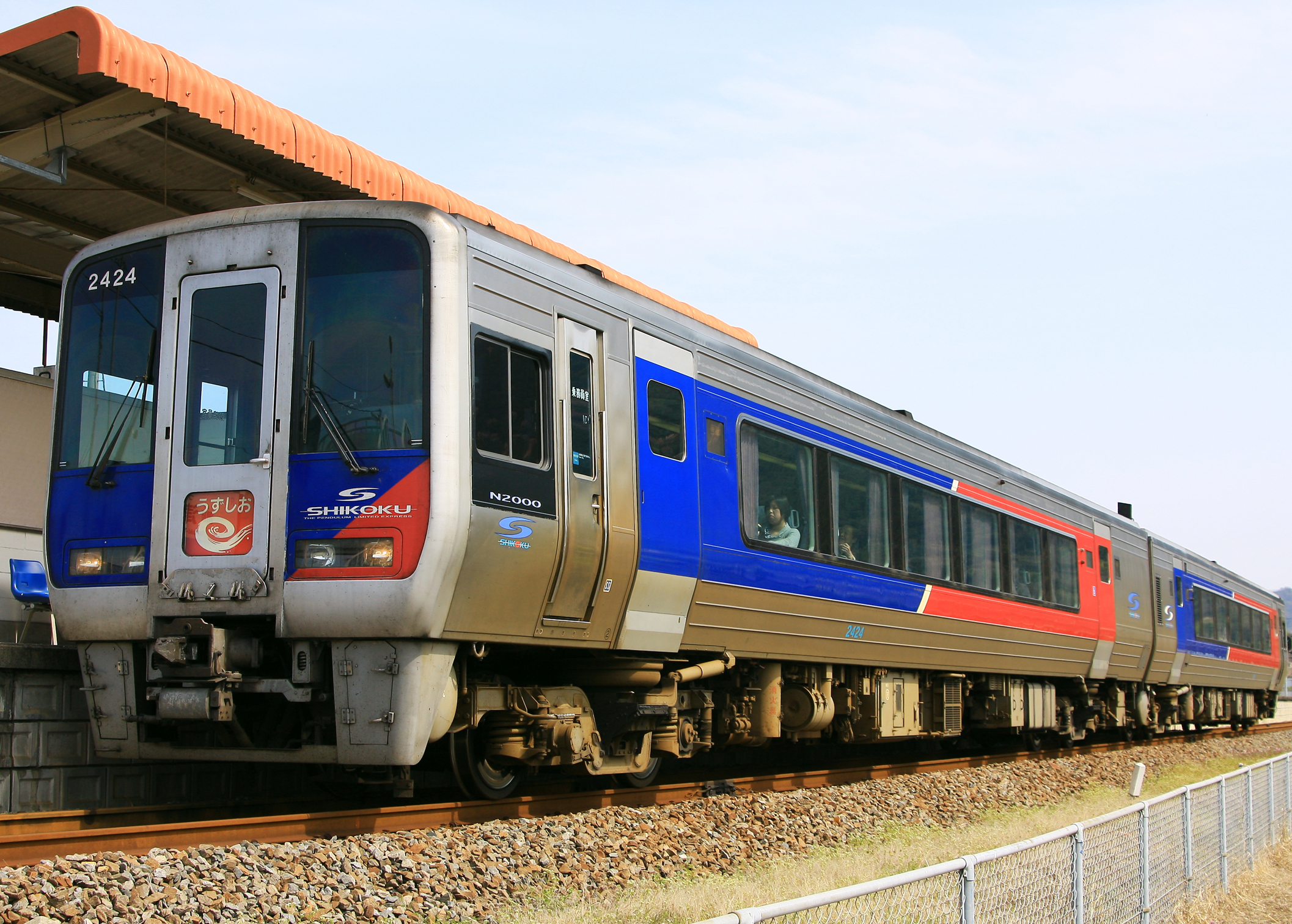
先行車2424 （2013年現在）
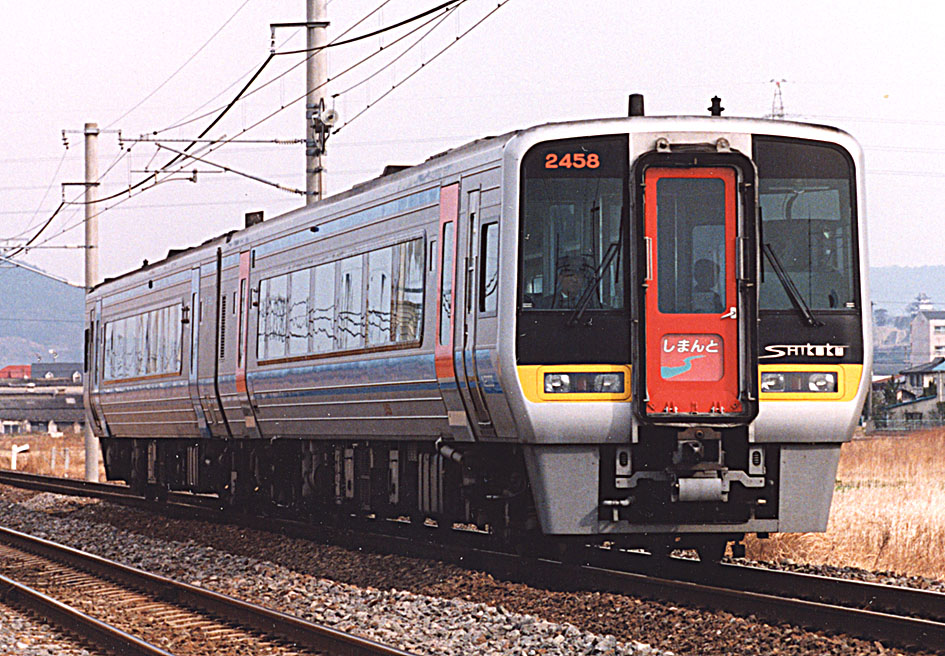
先行車2458 （登場時の配色）
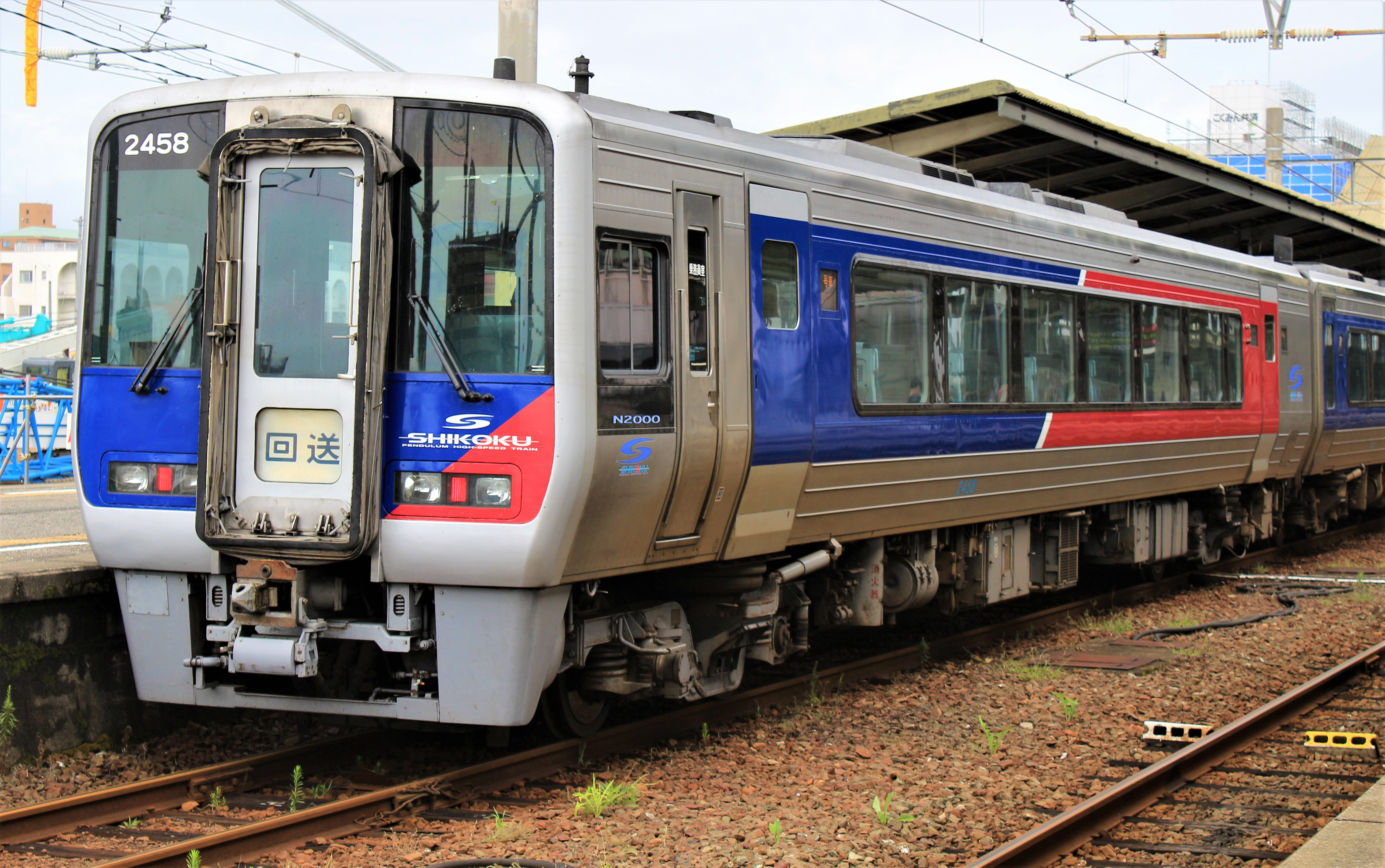
先行車2458 （2021年現在）
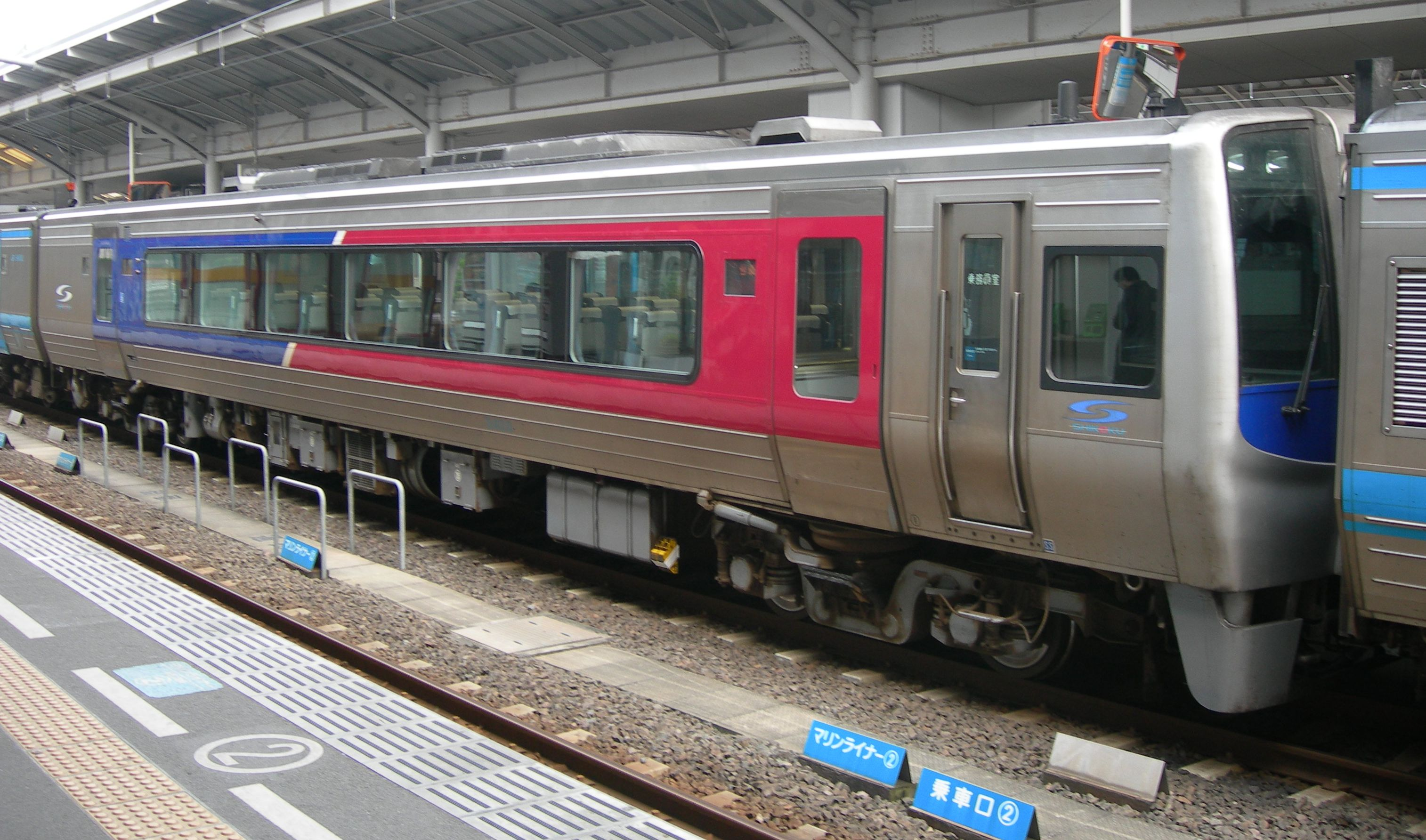
量産車2428
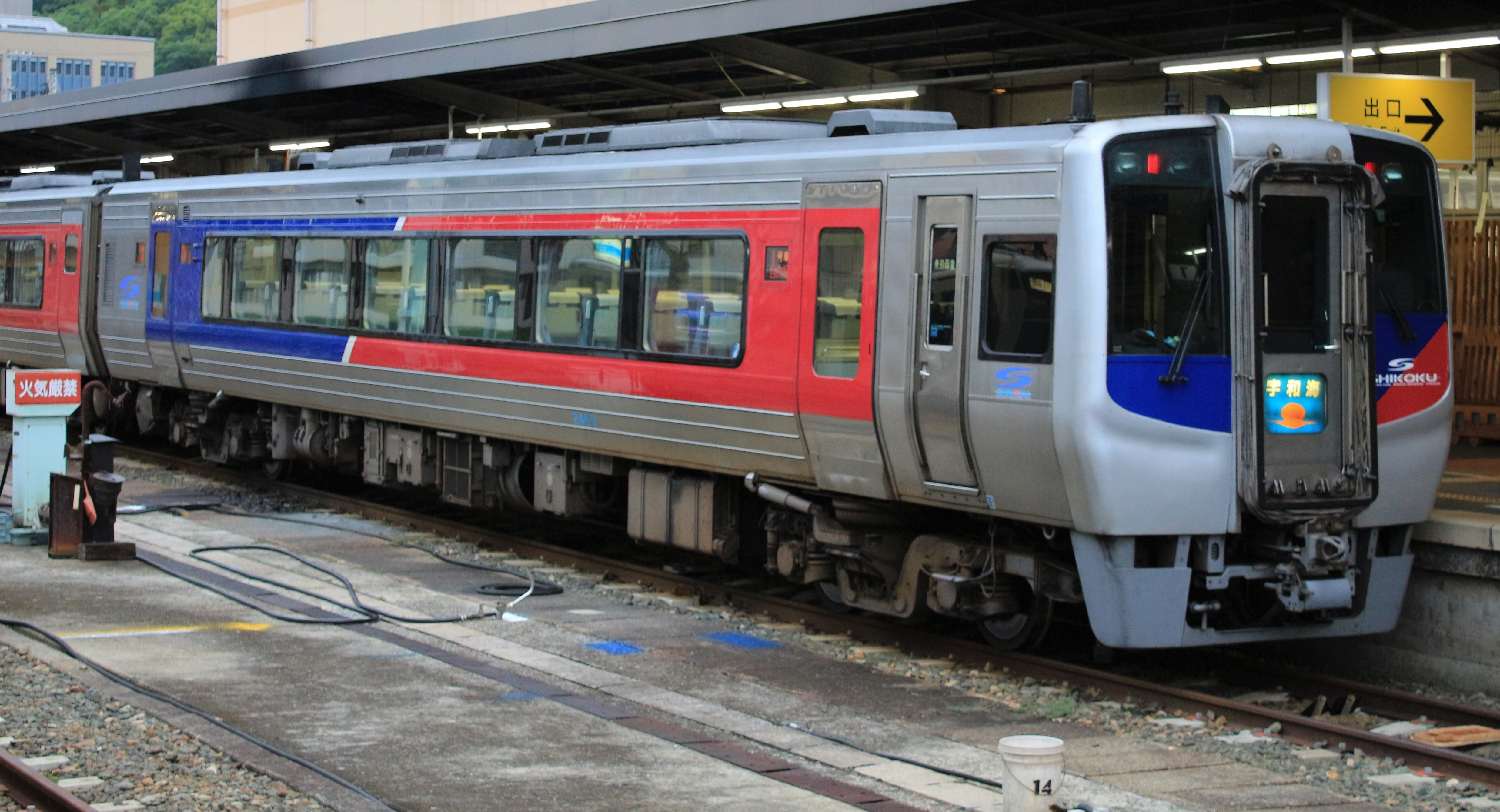
量産車2463
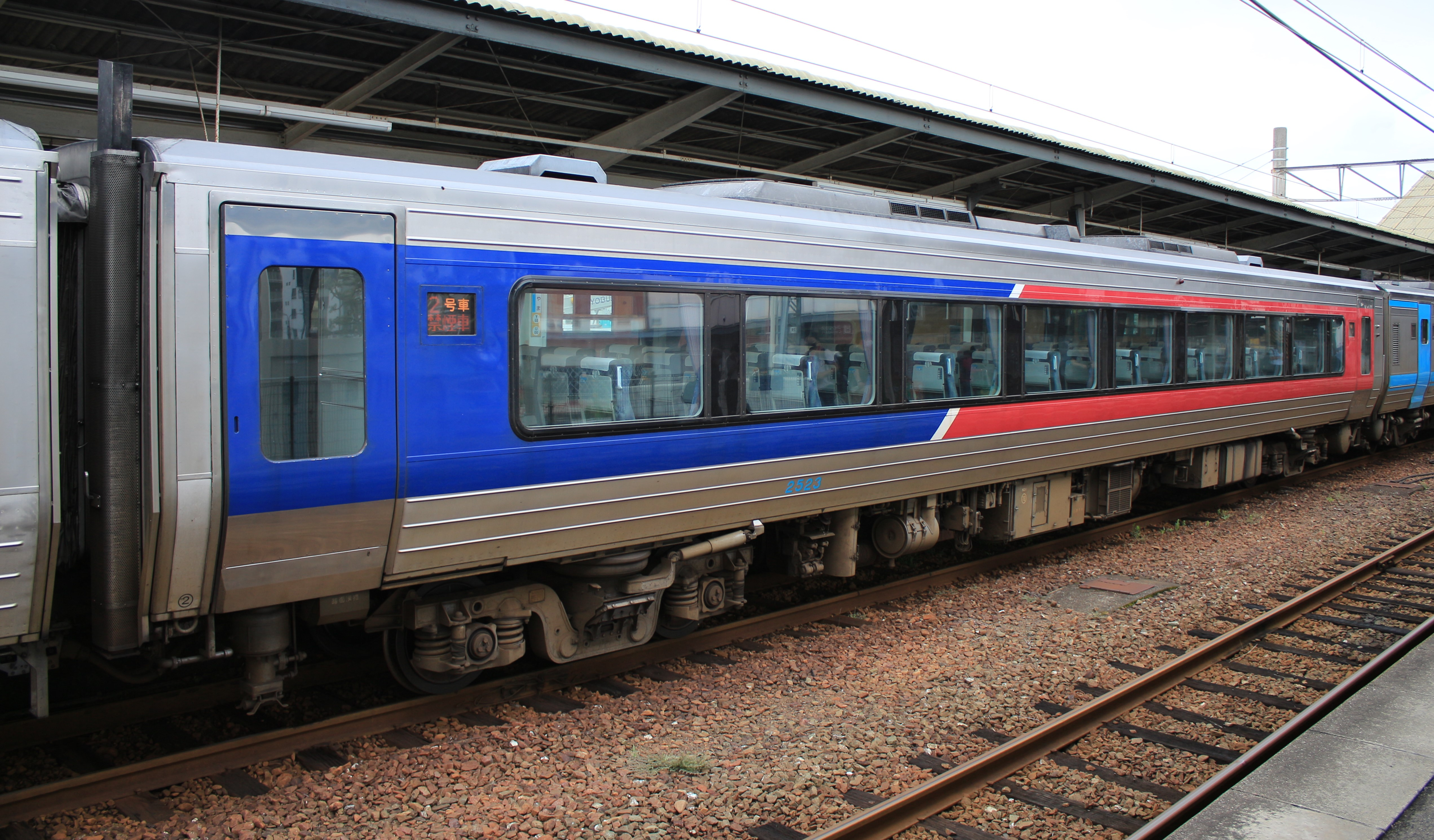
量産車2523

## リニューアル工事
2010年（平成22年）から室内設備のリニューアルが開始された。対象は量産型先頭車38両（うちグリーン席付き車9両）、N2000系12両の先頭車両・計50両で、中間車の2200形・2500形は対象外となる。
コンセプトは8000系のリニューアル時に掲げていた「癒しの国四国」を踏襲して床や壁、デッキを木目調とし、2000系普通車は全面モケット張り座席に交換し、腰掛けモケットを変更、グリーン席はモケットの張り替えを実施した。また、2000形でアンパンマン列車に使用される2004と2007ではトイレを洋式化し、客層を考慮してベビーシート・ベビーキープを設置。その他の2000形・2100形・2150形・2450形の各形式は和式トイレのままだが、壁面と便器を交換した。なお、アンパンマン列車におけるリニューアルとは別であるため、アンパンマンシートは変更されていない。
2010年（平成22年）9月24日、完成した普通車先頭車（2121）が報道陣に公開された。同年以降年間で7、8両の改造を予定していたが、最終的なリニューアルは以下の23両にとどまっている。このうち2004・2007では上記の通り、トイレの洋式化とベビーシート・ベビーキープの設置のほか、グリーン席の各席の窓側足下にモバイル用コンセントが設置された。また、2021年（令和3年）度からは2450形のトイレも洋式化を進めていくこととしている。
- 2000形：4両（2003・2004・2007・2010）
- 2100形：14両（2103 - 2105・2107・2109・2110・2113 - 2115・2117 - 2119・2121・2123）
- 2150形：5両（2151 - 2153・2155・2156）

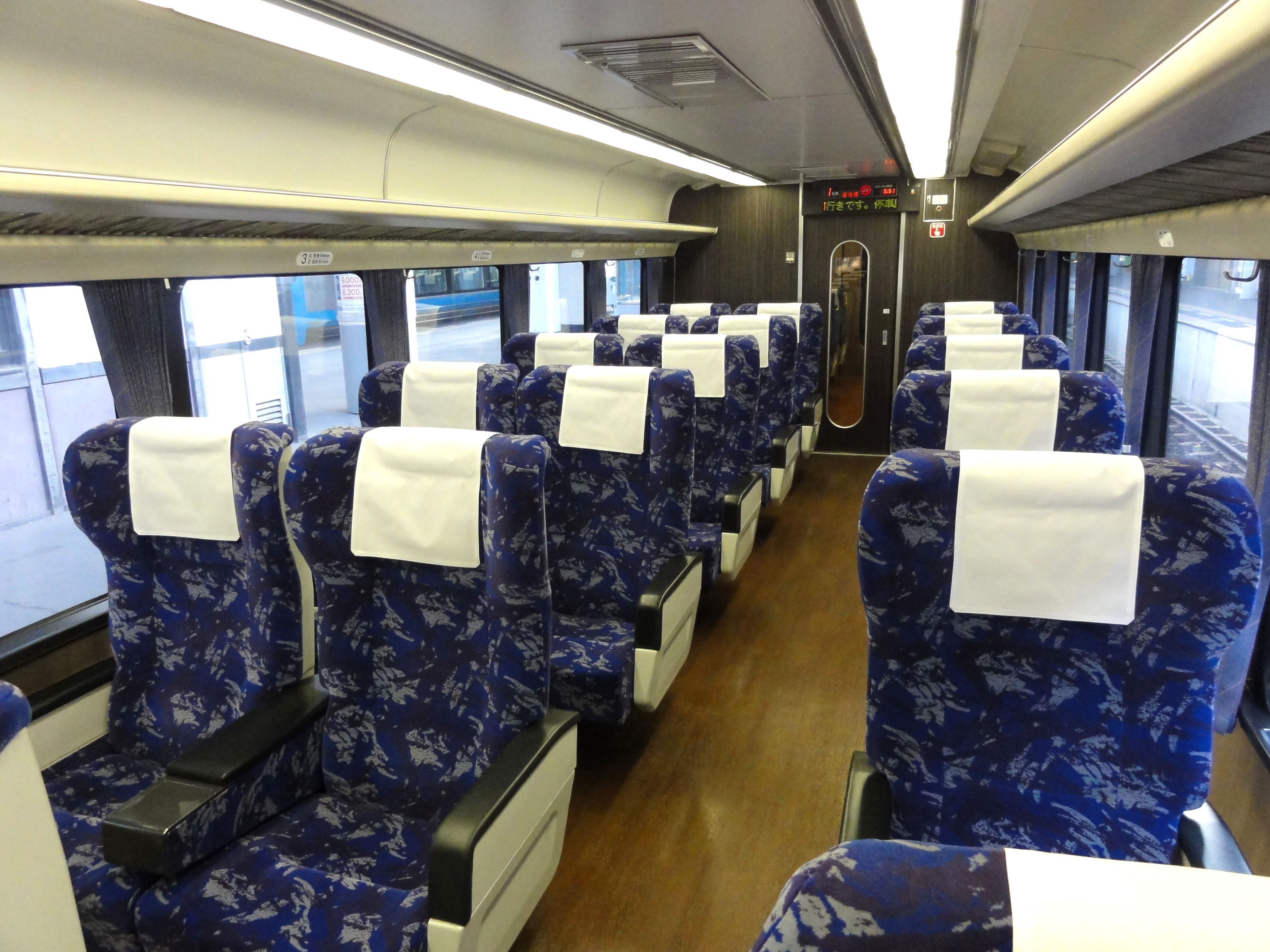
グリーン席
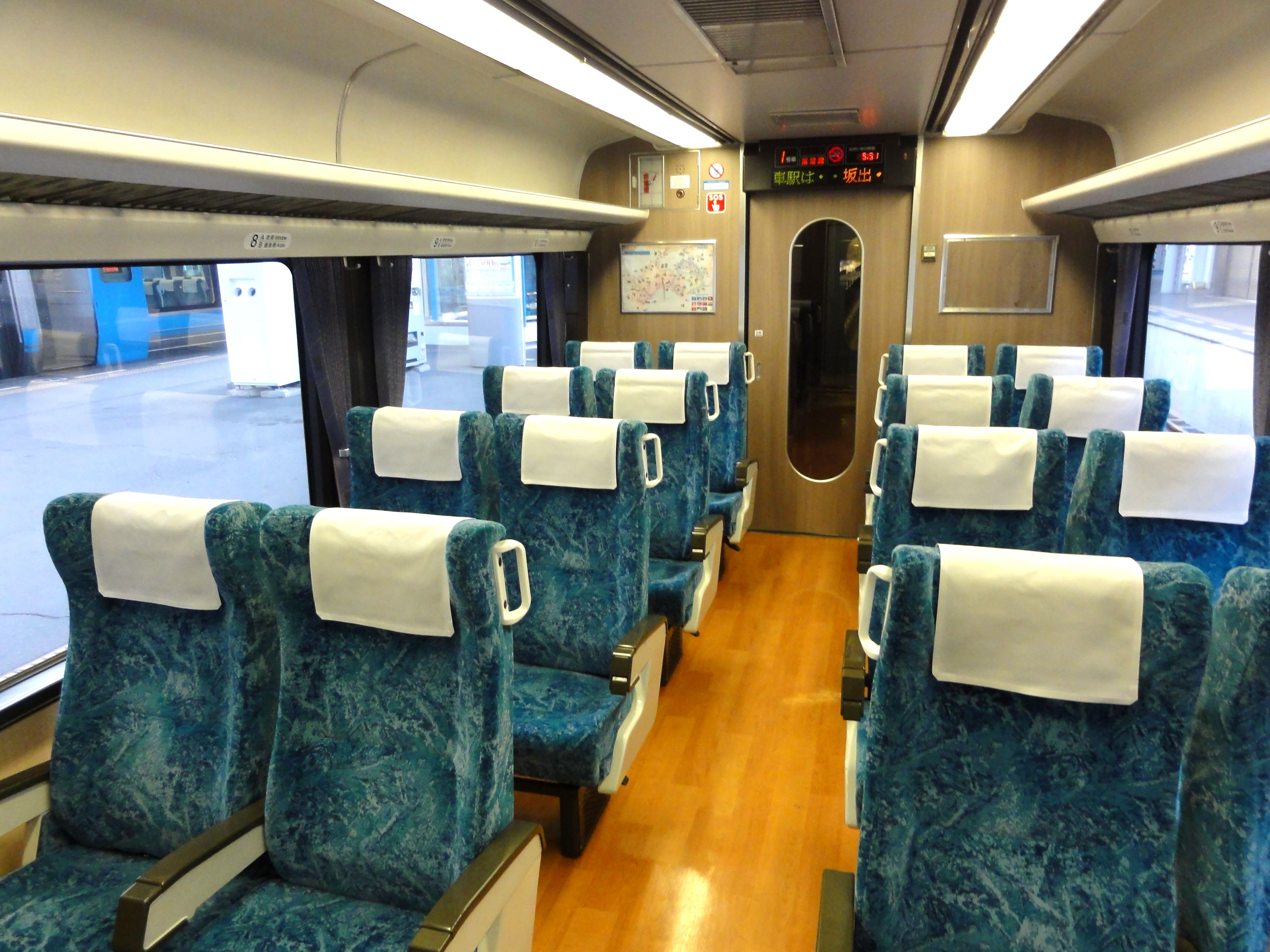
普通席

また、リニューアル車のうち、2700系投入完了後も残存する車両は台車を S-DT69形 に換装し、そのうち6両の2100型には同じく台車換装のほかトイレ洋式化を施工している。

## 運用の変遷
1989年（平成元年）にTSEが高松運転所に配置され、特急「南風」「しまんと」の臨時列車として運用を開始。1990年（平成2年）には編成ごと方向転換し、量産化改造のうえで松山運転所に転出、主に岡山駅 - 松山駅間で「しおかぜ」増結車として使用された。
1993年（平成5年）には予讃線特急に8000系が投入されたことにより、方向転換し元の向きに戻されて再度高松運転所に配置された。土讃線特急の「あしずり」「しまんと」の特定運用や、中間車2201を外した2001と2101の2両での運用、2101の外側貫通扉の代替とされる板を外し2001+2101+2100形の編成を組んで「しまんと」での運用などに用いられた。2001、2101の連結側と2201の連結器が量産車と同じ密着連結器+電気連結器に交換された後は、2001 + 2201 + 2100形または2400形の3両、2150形または2450形 + 2101の2両で伊予西条駅 - 高松駅 - 徳島駅間の「うずしお」に運用されるなど、様々な使い方がされた。
2003年（平成15年）10月に松山運転所に再転属され、2200形1両を組み込んだ4両編成で特急「宇和海」のほか2005年（平成17年）3月までは朝の高松発宇和島行き1本と夜の松山発高松行き1本の特急「いしづち」でも運用されていた。2006年（平成18年）3月18日改正からはTSEとして落成した車両のみの3両編成に減車し、一部の「宇和海」で運用された。
量産車は1990年（平成2年）7月からダイヤはキハ185系のまま「南風」「しまんと」運用に入り、同年11月21日のダイヤ改正後は岡山発着の「しおかぜ」「南風」の大部分を置き換え、2000系のダイヤとしての運転開始当初は宇多津駅 - 高松駅間には入線しなかった。
2005年（平成17年）3月2日、土佐くろしお鉄道宿毛駅衝突事故が発生。事故編成3両の前2両（2008・2218）が大破した。宿毛駅復旧作業の開始により、当初は現地にて解体搬出の予定だったが、大型クレーンでつり上げて撤去された（2両とも同年3月31日付で罹災廃車となり解体された）。比較的損傷の少なかった2116は多度津工場へ回送・修理された後に営業運転に復帰した。廃車となった2両の代替新造はされていないが、その代替補充分として松山運転所の2006が高知運転所配置とされ、続いて2006年（平成18年）3月18日付で2206も同所に転入した。予備のすべての車両が高松・松山・高知の共通運用となっている。
高松運転所に所属していた2218・2219は、それぞれ松山運転所と高知運転所へ転属している。また、松山運転所に所属していた2211（2011年（平成23年）3月12日付）と2209（2012年（平成24年）3月17日付）が高知運転所へ転属している。
2014年（平成26年）から2016年（平成28年）にかけ、本系列の取り換え名目で空気ばね車体傾斜式の8600系電車が新製され、「しおかぜ」「いしづち」に投入されたが、実際はこれに伴う本系列の廃車は発生せず、この2つの特急列車からの撤退に伴う予備車の捻出に留まった。
2016年（平成28年）3月には、同月26日のダイヤ改正から「宇和海」の指定席車両が2150形から2100形に変更されることに対応して、すでに車内天井に指定席区画表示板を取り付け済みだった高知運転所所属車（2105・2106・2108・2115 - 2117）と、取り付けていない松山運転所所属車（2109 - 2114・2118）との相互転配属が実施された。
2018年（平成30年）3月には、N2000系が初めて松山運転所に3両配置された。これは、「うずしお」の2600系投入列車増や高松駅 - 伊予西条駅間の特急を電車化することで捻出したものである。なお、転入したN2000系は2000系量産車と共通運用であり、最高速度も120 km/hに抑えられている。また、「宇和海」の2両編成で運転の列車が増えたことにより、2217が松山運転所から高知運転所へ転属した。この配置により、試作車「TSE」が「宇和海」2号で定期運行を終了し（このうち2001については、改正後も当分の間予備車として活用されていた）、同年6月から3回にわたってさよなら運転ツアーを実施、3回目となる同年7月3日に多度津工場への営業運転をもって引退した。以後は車籍を抹消され、中間車の2201は解体、2001・2101の両先頭車は多度津工場で保管されている。
2017年（平成29年）2月には本系列の老朽取り換え用として、空気ばね車体傾斜式で最高運転速度120 km/hの2600系気動車の量産先行車4両が新製され、試験運転後、同年12月から高徳線の「うずしお」の3往復に投入された。しかし、同系列については土讃線の連続曲線での走行に課題があるため、量産は断念された。以後の新製・本系列の置換えは、2600系をベースとした最高運転速度130 km/hの振子式車両2700系気動車により行われ、2019年（平成31年）1月に4両（2編成）が導入された。同年9月28日より正式運用が始まり、以後2700系の投入が完了した2021年まで2000系の転属および廃車が行われている。また、高徳線では2020年（令和2年）7月18日をもって定期運用が終了した。
2021年（令和3年）3月13日のダイヤ改正で、本系列の運用で残っていた「南風」「しまんと」のほか「あしずり」のさらに1往復が2700系に置き換えられた。これにより定期列車では高知県西部区間（高知駅 - 窪川駅間および土佐くろしお鉄道線）のみの運行になり、瀬戸大橋線を介した岡山駅乗り入れ・高松駅への乗り入れが終了した。同時に普通・グリーン合造車の2000形と中間車の2200形は定期運用を終了し、同年5月のお別れ運転をもって全車が廃車・解体された。
これらの結果、2021年（令和3年）7月までに量産型48両が廃車され、残存する本系列は16両のN2000系と先頭車のみ11両の量産型の計27両となり、松山運転所所属全車と高知運転所所属の一部の先頭車は前照灯がハロゲンライトからLEDライトに交換されたほか、一部車両では車内外の電光案内表示が日英の二ヶ国語表示に、一部N2000系と2000系は側面表示器、情報表示器がフルカラーLEDに交換されている。なお、2700系の増備は2020年（令和2年）度をもって一旦終了しているため、残存する車両は当面の間廃車されずに運用を継続する見込みである。
2023年（令和5年）4月14日からは「あしずり」用の2000系2両（高知運転所所属の2123・2155）が高知県出身の植物学者牧野富太郎をモデルとしたNHK連続テレビ小説『らんまん』ラッピング列車の運行が開始され、高知駅では出発式が行われた。
2025年（令和7年）4月12日からはアンパンマン列車25周年の記念事業として、初代アンパンマン列車（ブルー）のデザインを2000系2両（高知運転所所属の2153・2103）に期間限定で復刻、「復刻！初代アンパンマン列車」として「あしずり」で運行開始し、その初日には高知駅で出発式が行われた。

## 現況
2021年（令和3年）3月13日以後は、全ての車両が製造年次に関係なく共通で以下の列車に使用され、一部は予讃線で「アンパンマン列車」として運転されている。
平常時
- 特急「宇和海」：全列車

下り3・9・17号、上り8・16・24号は「アンパンマン列車」で運転。

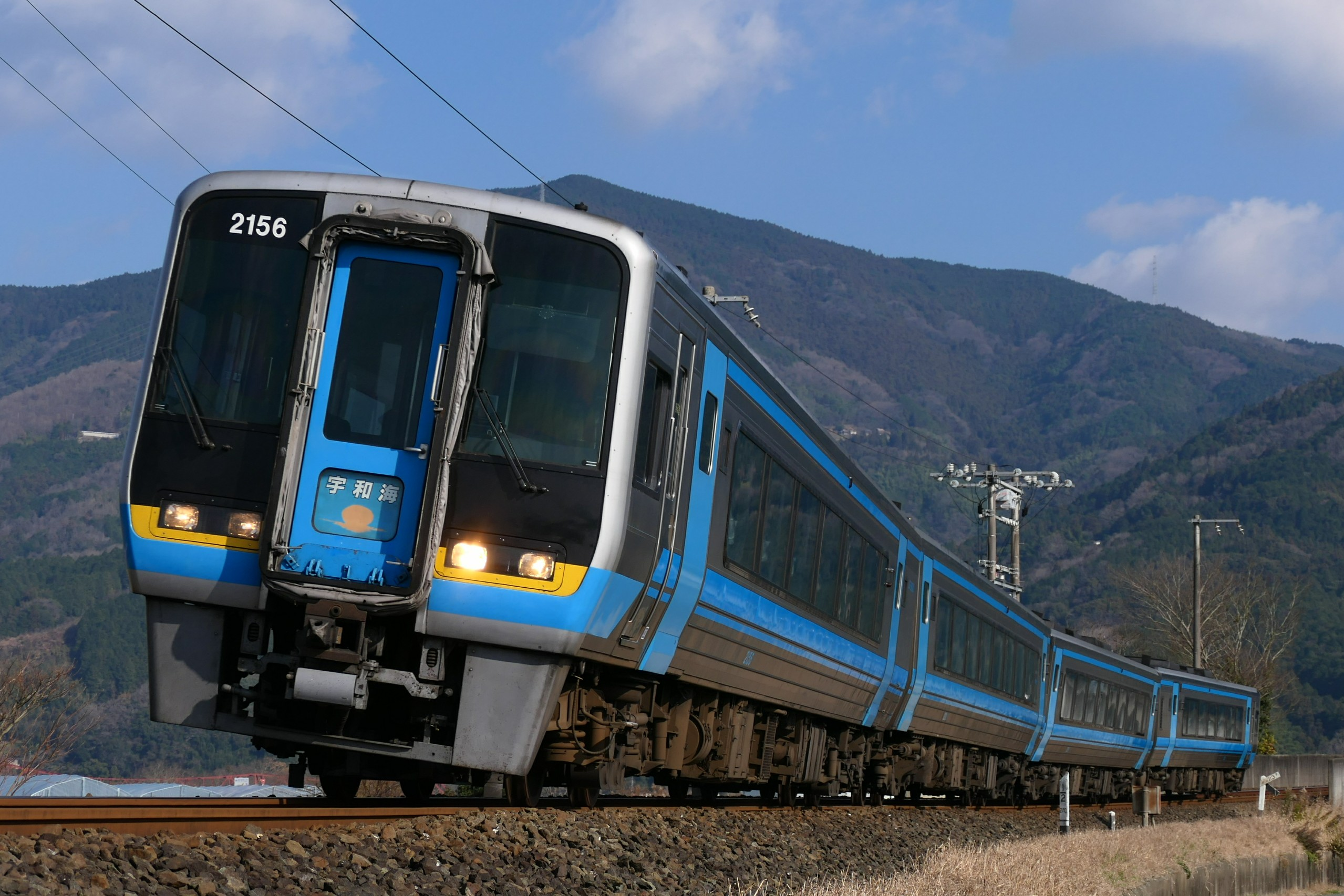
宇和海
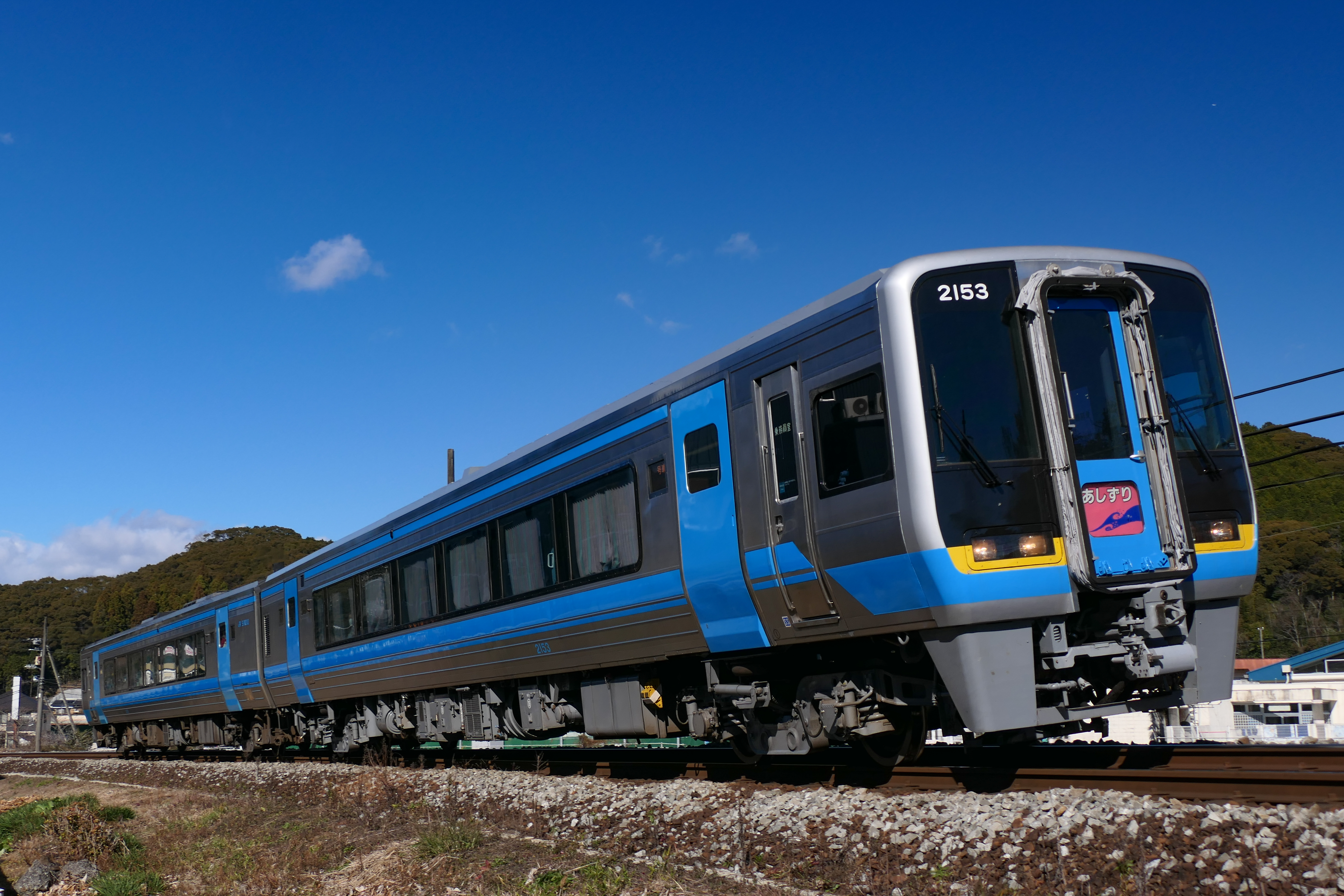
特急「あしずり」：4往復

2700系で運転の下り5・7・13号・上り2・8・14号を除く。
多客時
上記列車のほか、ゴールデンウィーク・お盆休み・年末年始などには、「しまんと」単独列車と「あしずり」のグリーン席のない列車に平常時に充てられている2700系を「南風」に集中使用し5両編成に増結して運転するため、両列車は2000系が松山運転所に配置されている車両も含めて2 - 3両編成で代走する。
- 宇和海
- あしずり

稼働中の車両の配置内訳（2025年3月時点）
量産車はすべて内装リニューアル・台車換装施工車，2100形はすべて洋式トイレ化施工車
- 松山運転所：20両
  - 2100形：2両（2105・2117）
  - 2150形：2両（2151・2152）
  - 2400形：6両（2424 - 2429）
  - 2450形：6両（2458 - 2463）
  - 2500形：4両（2520 - 2523）

- 高知運転所：7両
  - 2100形：4両（2103・2118・2121・2123）
  - 2150形：3両（2153・2155・2156）

## 車歴表
- 製造
  - 富士：富士重工業
- 配置
  - 高松：高松運転所
  - 松山：松山運転所
  - 高知：高知運転所
- 改造
  - 多度津：多度津工場

### JR四国
| 車両形式 | 製造区分 | 車両番号 | 製造 | 落成 （配置）       | 転属 （配置）                                                                   | 除籍 （配置）       | アンパンマン列車                                             | 備考                                            |
| -------- | -------- | -------- | ---- | ------------------- | ------------------------------------------------------------------------------- | ------------------- | ------------------------------------------------------------ | ----------------------------------------------- |
| 2000形   | 試作車   | 2001     | 富士 | 1989/02/28 （高松） | 1990/11/21 （松山） 1992/07/23 （高松） 2003/10/01 （松山）                     | 2019/03/31 （松山） |                                                              | 多度津工場にて 保存                             |
| 2000形   | 量産車   | 2002     | 富士 | 1990/07/16 （高松） | 1990/11/21 （高知）                                                             | 2020/07/31 （高知） |                                                              |                                                 |
| 2000形   | 量産車   | 2003     | 富士 | 1990/07/25 （高松） | 1990/11/21 （松山） 1993/03/18 （高知） 2019/03/16 （松山）                     | 2019/12/31 （松山） |                                                              |                                                 |
| 2000形   | 量産車   | 2004     | 富士 | 1990/09/29 （高松） | 1990/11/21 （松山） 2016/03/26 （高知）                                         | 2021/03/31 （高知） | 予讃線 「ばいきんまん号」                                    |                                                 |
| 2000形   | 量産車   | 2005     | 富士 | 1990/09/29 （松山） | 2019/03/16 （高知）                                                             | 2019/11/30 （高知） | 予讃線 「ドキンちゃん号」                                    |                                                 |
| 2000形   | 量産車   | 2006     | 富士 | 1990/11/18 （松山） | 2005/05/01 （高知）                                                             | 2020/07/31 （高知） | 土讃線予備車                                                 |                                                 |
| 2000形   | 量産車   | 2007     | 富士 | 1990/11/27 （高知） |                                                                                 | 2020/08/31 （高知） | 土讃線1号 （ブルー→グリーン）                                |                                                 |
| 2000形   | 量産車   | 2008     | 富士 | 1991/10/31 （高知） |                                                                                 | 2005/03/31 （高知） |                                                              | 宿毛駅 衝突事故廃車                             |
| 2000形   | 量産車   | 2009     | 富士 | 1991/10/31 （高知） |                                                                                 | 2021/05/31 （高知） |                                                              |                                                 |
| 2000形   | 量産車   | 2010     | 富士 | 1991/11/26 （高知） |                                                                                 | 2021/03/31 （高知） |                                                              |                                                 |
| 2000形   | 量産車   | 2011     | 富士 | 1991/11/26 （高知） |                                                                                 | 2019/12/31 （高知） |                                                              |                                                 |
| 2100形   | 試作車   | 2101     | 富士 | 1989/02/28 （高松） | 1990/11/21 （松山） 1992/07/23 （高松） 2003/10/01 （松山）                     | 2019/03/31 （松山） |                                                              | 多度津工場にて 保存                             |
| 2100形   | 量産車   | 2102     | 富士 | 1990/07/16 （高松） | 1990/11/21 （高知）                                                             | 2021/07/31 (高知）  |                                                              |                                                 |
| 2100形   | 量産車   | 2103     | 富士 | 1990/07/16 （高松） | 1990/11/21 （高知）                                                             | 現行 （高知）       | 初代復刻                                                     | 電光表示器更新車                                |
| 2100形   | 量産車   | 2104     | 富士 | 1990/07/25 （高松） | 1990/11/21 （高知）                                                             | 2020/08/31 （高知） | 土讃線1号 （ブルー→グリーン）                                |                                                 |
| 2100形   | 量産車   | 2105     | 富士 | 1990/07/25 （高松） | 1990/11/21 （高知） 2016/03/26 （松山）                                         | 現行 （松山）       |                                                              | 前照灯LED化 電光表示器更新車                    |
| 2100形   | 量産車   | 2106     | 富士 | 1990/09/29 （高松） | 1990/11/21 （松山） 1993/03/18 （高知） 2016/03/26 （松山）                     | 2021/03/31 （松山） |                                                              |                                                 |
| 2100形   | 量産車   | 2107     | 富士 | 1990/09/29 （松山） | -                                                                               | 2019/09/30 （松山） | 予讃線 「カレーパンマン号」                                  |                                                 |
| 2100形   | 量産車   | 2108     | 富士 | 1990/11/13 （松山） | 2003/10/01 （高知） 2016/03/26 （松山）                                         | 2019/03/31 （松山） |                                                              |                                                 |
| 2100形   | 量産車   | 2109     | 富士 | 1990/11/13 （松山） | 2016/03/26 （高知）                                                             | 2021/05/31 （高知） | 予讃線 「しょくぱんまん号」                                  |                                                 |
| 2100形   | 量産車   | 2110     | 富士 | 1990/11/18 （松山） | 2016/03/26 （高知） 2019/09/28 （松山）                                         | 2020/09/30 （松山） | 予讃線 「クリームパンダ号」                                  |                                                 |
| 2100形   | 量産車   | 2111     | 富士 | 1990/11/18 （松山） | 2016/03/26 （高知）                                                             | 2020/07/31 （高知） |                                                              |                                                 |
| 2100形   | 量産車   | 2112     | 富士 | 1990/11/18 （松山） | 2016/03/26 （高知）                                                             | 2020/07/31 （高知） |                                                              |                                                 |
| 2100形   | 量産車   | 2113     | 富士 | 1990/11/27 （高知） | 1995/04/05 （松山） 2016/03/26 （高知）                                         | 2020/07/31 （高知） | 予讃線 「メロンパンナちゃん号」 →予讃線 「メロンパンナ号」   |                                                 |
| 2100形   | 量産車   | 2114     | 富士 | 1991/10/31 （高松） | 1995/04/05 （松山） 2016/03/26 （高知） 2019/09/28 （松山）                     | 2021/08/31 （松山） |                                                              |                                                 |
| 2100形   | 量産車   | 2115     | 富士 | 1991/10/31 （高松） | 1998/03/14 （高知） 1998/10/01 （高松） 2003/10/01 （高知） 2016/03/26 （松山） | 2020/09/30 （松山） |                                                              |                                                 |
| 2100形   | 量産車   | 2116     | 富士 | 1991/10/31 （高松） | 1998/03/14 （高知） 2016/03/26 （松山）                                         | 2020/07/31 （松山） |                                                              |                                                 |
| 2100形   | 量産車   | 2117     | 富士 | 1991/10/31 （高松） | 2003/10/01 （高知） 2016/03/26 （松山）                                         | 現行 （松山）       | 予讃線 「宇和海アンパンマン列車」                            | 前照灯LED化 電光表示器更新車                    |
| 2100形   | 量産車   | 2118     | 富士 | 1991/11/26 （高松） | 2003/10/01 （高知） 2012/03/17 （松山） 2016/03/26 （高知）                     | 現行 （高知）       |                                                              | 電光表示器更新車                                |
| 2100形   | 量産車   | 2119     | 富士 | 1991/11/26 （高松） | 2003/10/01 （高知） 2019/03/16 （松山）                                         | 2021/08/31 （松山） |                                                              |                                                 |
| 2100形   | 量産車   | 2120     | 富士 | 1991/11/26 （高松） |                                                                                 | 2020/08/31 （高松） |                                                              |                                                 |
| 2100形   | 量産車   | 2121     | 富士 | 1991/11/26 （高松） | 2021/03/13 （高知）                                                             | 現行 （高知）       |                                                              | 電光表示器更新車                                |
| 2100形   | 量産車   | 2122     | 富士 | 1992/06/30 （高松） |                                                                                 | 2021/05/31 （高松） |                                                              |                                                 |
| 2100形   | 量産車   | 2123     | 富士 | 1992/06/30 （松山） | 1993/03/18 （高松） 2021/03/13 （高知）                                         | 現行 （高知）       |                                                              | 電光表示器更新車 朝ドラ『らんまん』ラッピング車 |
| 2150形   | 量産車   | 2151     | 富士 | 1990/09/29 （松山） |                                                                                 | 現行 （松山）       |                                                              | 前照灯LED化 電光表示器更新車                    |
| 2150形   | 量産車   | 2152     | 富士 | 1991/10/31 （高松） | 1995/04/05 （松山）                                                             | 現行 （松山）       | 予讃線 「ロールパンナ号」 →予讃線 「宇和海アンパンマン列車」 | 前照灯LED化 電光表示器更新車                    |
| 2150形   | 量産車   | 2153     | 富士 | 1991/10/31 （高松） | 2021/03/13 （高知）                                                             | 現行 （高知）       | 初代復刻                                                     | 電光表示器更新車                                |
| 2150形   | 量産車   | 2154     | 富士 | 1991/11/26 （高松） | 1993/03/18 （高知） 1993/10/01 （高松）                                         | 2021/03/31 （高松） |                                                              |                                                 |
| 2150形   | 量産車   | 2155     | 富士 | 1991/11/26 （高松） | 1993/03/18 （松山） 2003/10/01 （高松） 2021/03/13 （高知）                     | 現行 （高知）       |                                                              | 電光表示器更新車 朝ドラ『らんまん』ラッピング車 |
| 2150形   | 量産車   | 2156     | 富士 | 1992/06/30 （高松） | 1993/03/18 （松山） 2020/07/18 （高知）                                         | 現行 （高知）       |                                                              | 前照灯LED化 電光表示器更新車                    |
| 2150形   | 量産車   | 2157     | 富士 | 1992/06/30 （松山） | 2020/07/21 （高知）                                                             | 2021/08/31 （高知） |                                                              |                                                 |
| 2200形   | 試作車   | 2201     | 富士 | 1989/02/28 （高松） | 1990/11/21 （松山） 1992/07/23 （高松） 2003/10/01 （松山）                     | 2018/12/31 （松山） |                                                              |                                                 |
| 2200形   | 量産車   | 2202     | 富士 | 1990/07/16 （高松） | 1990/11/21 （高知） 1998/10/01 （高松） 2003/10/01 （高知）                     | 2018/03/31 （高知） |                                                              |                                                 |
| 2200形   | 量産車   | 2203     | 富士 | 1990/07/16 （高松） | 1990/11/21 （高知）                                                             | 2018/12/31 （高知） | 土讃線1号 （ブルー）                                         |                                                 |
| 2200形   | 量産車   | 2204     | 富士 | 1990/07/16 （高松） | 1990/11/21 （松山）                                                             | 2019/09/30 （松山） | 予讃線 「おむすびまんトリオ号」 →予讃線 「おむすびまん号」   |                                                 |
| 2200形   | 量産車   | 2205     | 富士 | 1990/07/25 （高松） | 1990/11/21 （松山） 2003/10/01 （高知）                                         | 2021/03/31 （高知） |                                                              |                                                 |
| 2200形   | 量産車   | 2206     | 富士 | 1990/07/25 （高松） | 1990/11/21 （松山） 2006/03/18 （高知）                                         | 2019/09/30 （高知） |                                                              |                                                 |
| 2200形   | 量産車   | 2207     | 富士 | 1990/07/25 （高松） | 1990/11/21 （松山）                                                             | 2018/03/31 （松山） |                                                              |                                                 |
| 2200形   | 量産車   | 2208     | 富士 | 1990/09/29 （高松） | 1990/11/21 （松山）                                                             | 2020/07/31 （松山） | 予讃線 「どんぶりまんトリオ号」                              |                                                 |
| 2200形   | 量産車   | 2209     | 富士 | 1990/09/29 （松山） | 2012/03/17 （高知）                                                             | 2020/01/31 （高知） |                                                              |                                                 |
| 2200形   | 量産車   | 2210     | 富士 | 1990/11/13 （松山） | 2016/03/26 （高知）                                                             | 2020/07/31 （高知） | 予讃線 「あかちゃんまん号」                                  |                                                 |
| 2200形   | 量産車   | 2211     | 富士 | 1990/11/13 （松山） | 2011/03/12 （高知） 2015/03/14 （松山） 2016/03/26 （高知）                     | 2021/03/31 （高知） |                                                              |                                                 |
| 2200形   | 量産車   | 2212     | 富士 | 1990/11/18 （松山） | 1993/03/18 （高松） 1993/10/01 （高知）                                         | 2020/08/31 （高知） | 土讃線1号 （ブルー→グリーン）                                |                                                 |
| 2200形   | 量産車   | 2213     | 富士 | 1990/11/27 （高知） |                                                                                 | 2021/07/31 （高知） |                                                              |                                                 |
| 2200形   | 量産車   | 2214     | 富士 | 1991/10/31 （高松） | 1997/07/19 （松山） 2019/09/28 （高知）                                         | 2021/03/31 （高知） |                                                              |                                                 |
| 2200形   | 量産車   | 2215     | 富士 | 1991/10/31 （高松） | 1997/07/23 （松山） 2019/09/28 （高知）                                         | 2020/07/31 （高知） |                                                              |                                                 |
| 2200形   | 量産車   | 2216     | 富士 | 1991/11/26 （高松） | 1997/07/23 （松山）                                                             | 2021/03/31 （松山） |                                                              |                                                 |
| 2200形   | 量産車   | 2217     | 富士 | 1991/11/26 （高松） | 1997/07/29 （松山） 2018/03/17 （高知）                                         | 2019/09/30 （高知） | 予讃線 「パンこうじょうのなかま号」                          |                                                 |
| 2200形   | 量産車   | 2218     | 富士 | 1992/06/30 （高松） | 2003/10/01 （高知）                                                             | 2005/03/31 （高知） |                                                              | 宿毛駅 衝突事故廃車                             |
| 2200形   | 量産車   | 2219     | 富士 | 1992/06/30 （松山） | 1993/03/18 （高松） 2003/10/01 （高知）                                         | 2019/09/30 （高知） |                                                              |                                                 |

| 車両形式 | 製造区分 | 車両番号 | 製造 | 落成 （配置）       | 転属 （配置）                           | 除籍 （配置） | 備考        |
| -------- | -------- | -------- | ---- | ------------------- | --------------------------------------- | ------------- | ----------- |
| 2400形   | 先行車   | 2424     | 富士 | 1995/03/28 （高知） | 1998/03/14 （高松） 2021/03/13 （松山） | 現行 （松山） | 前照灯LED化 |
| 2400形   | 量産車   | 2425     | 富士 | 1998/01/13 （高松） | 2019/09/28 （松山）                     | 現行 （松山） | 前照灯LED化 |
| 2400形   | 量産車   | 2426     | 富士 | 1998/01/13 （高松） | 2018/03/17 （松山）                     | 現行 （松山） | 前照灯LED化 |
| 2400形   | 量産車   | 2427     | 富士 | 1998/01/13 （高松） | 2020/07/18 （松山）                     | 現行 （松山） | 前照灯LED化 |
| 2400形   | 量産車   | 2428     | 富士 | 1998/09/09 （高松） | 2020/07/21 （松山）                     | 現行 （松山） | 前照灯LED化 |
| 2400形   | 量産車   | 2429     | 富士 | 1998/09/09 （高松） | 2021/03/13 （松山）                     | 現行 （松山） | 前照灯LED化 |
| 2450形   | 先行車   | 2458     | 富士 | 1995/03/28 （高松） | 2021/03/13 （松山）                     | 現行 （松山） | 前照灯LED化 |
| 2450形   | 量産車   | 2459     | 富士 | 1998/01/13 （高松） | 2021/03/13 （松山）                     | 現行 （松山） | 前照灯LED化 |
| 2450形   | 量産車   | 2460     | 富士 | 1998/01/13 （高松） | 2018/03/17 （松山）                     | 現行 （松山） | 前照灯LED化 |
| 2450形   | 量産車   | 2461     | 富士 | 1998/01/13 （高松） | 2019/09/28 （松山）                     | 現行 （松山） | 前照灯LED化 |
| 2450形   | 量産車   | 2462     | 富士 | 1998/09/09 （高松） | 2020/07/21 （松山）                     | 現行 （松山） | 前照灯LED化 |
| 2450形   | 量産車   | 2463     | 富士 | 1998/09/09 （高松） | 2020/07/18 （松山）                     | 現行 （松山） | 前照灯LED化 |
| 2500形   | 量産車   | 2520     | 富士 | 1997/07/14 （高松） | 2020/07/18 （松山）                     | 現行 （松山） |             |
| 2500形   | 量産車   | 2521     | 富士 | 1997/07/14 （高松） | 2020/07/21 （松山）                     | 現行 （松山） |             |
| 2500形   | 量産車   | 2522     | 富士 | 1997/07/14 （高松） | 2019/09/28 （松山）                     | 現行 （松山） |             |
| 2500形   | 量産車   | 2523     | 富士 | 1997/07/14 （高松） | 2018/03/17 （松山）                     | 現行 （松山） |             |

### 土佐くろしお鉄道
| 車両形式 | 製造区分 | 車両番号 | 製造 | 落成 （配置）       | 転属 （配置） | 除籍 （配置）       | アンパンマン列車              | 備考 |
| -------- | -------- | -------- | ---- | ------------------- | ------------- | ------------------- | ----------------------------- | ---- |
| 2000形   | 量産車   | 2030     | 富士 | 1990/10/01 （高知） |               | 2020/07/31 （高知） | 土讃線2号 （ピンク→オレンジ） |      |
| 2100形   | 量産車   | 2130     | 富士 | 1990/10/01 （高知） |               | 2020/07/31 （高知） | 土讃線2号 （ピンク→オレンジ） |      |
| 2200形   | 量産車   | 2230     | 富士 | 1990/10/01 （高知） |               | 2020/07/31 （高知） | 土讃線2号 （ピンク→オレンジ） |      |
| 2200形   | 量産車   | 2231     | 富士 | 1990/10/01 （高知） |               | 2020/07/31 （高知） | 土讃線2号 （ピンク→オレンジ） |      |